# I liga argentyńska w piłce nożnej (1976)
W sezonie 1976 rozegrano dwa turnieje mistrzowskie – stołeczny Campeonato Metropolitano i ogólnokrajowy Campeonato Nacional.
Mistrzem Argentyny Metropolitano w sezonie 1976 został Boca Juniors, a wicemistrzem Argentyny Metropolitano został klub CA Huracán.
Mistrzem Argentyny Nacional w sezonie 1976 został klub Boca Juniors, natomiast wicemistrzem Argentyny Nacional – River Plate.
Do Copa Libertadores 1977 zakwalifikowały się dwa kluby:
- Boca Juniors (mistrz Campeonato Metropolitano i mistrz Campeonato Nacional),
- River Plate (wicemistrz Campeonato Nacional – po pokonaniu wicemistrza Campeonato Metropolitano CA Huracán).

## Campeonato Metropolitano 1976
W sezonie 1976 liga podzielona została na dwie fazy. W pierwszej fazie podzielono ligę na dwie grupy A i B po 11 klubów w każdej. Sześć najlepszych klubów z każdej grupy awansowało do grupy mistrzowskiej, a 10 pozostałych klubów utworzyło grupę spadkową. W drugiej fazie zarówno w grupie mistrzowskiej, jak i w spadkowej kluby grały systemem każdy z każdym, ale tylko jeden mecz. By zapewnić „neutralność” kluby nie rozgrywały meczów na swoich stadionach klubowych (z wyjątkiem meczów między klubami z La Platy, Rosario czy Santa Fe). Zwycięzca grupy mistrzowskiej zdobył tytuł mistrza Argentyny, a ostatni w tabeli spadkowej spadł do drugiej ligi.
Mistrzem Argentyny Metropolitano w sezonie 1976 został klub Boca Juniors, natomiast wicemistrzem Argentyny Metropolitano – CA Huracán. Do drugiej ligi spadł ostatni w tabeli spadkowej San Telmo Buenos Aires. Na jego miejsce awansowały dwa kluby – CA Platense i Club Atlético Lanús. W ten sposób pierwsza liga została powiększona z 22 do 23 klubów.

### Kolejka 1
Grupa A
| Data           | Mecz                                                                                       |
| -------------- | ------------------------------------------------------------------------------------------ |
| 15 lutego 1976 | Boca Juniors – CA All Boys 2:0 Felman, García Cambón                                       |
| 15 lutego 1976 | CA Huracán – Independiente 2:1 Larrosa, Brindisi – Trossero                                |
| 15 lutego 1976 | Rosario Central – Atlanta Buenos Aires 4:1 Aimar, E. García s, Kempes, Potente – E. García |
| 15 lutego 1976 | Estudiantes La Plata – CA Banfield 2:0 Benito, Galletti                                    |
| 15 lutego 1976 | CA Colón – San Telmo Buenos Aires 0:1 Coronel                                              |

Grupa B
| Data           | Mecz |
| -------------- | --- |
| 13 lutego 1976 | Chacarita Juniors – Newell’s Old Boys 3:3 Astudillo, Ischia, Grimoldi – Robles, Rocha, Palacios mecz rozegrany został na stadionie klubu Vélez Sarsfield |
| 15 lutego 1976 | Argentinos Juniors – River Plate 2:5 Roma, Irigoyen – Mas(3), Passarella(2) mecz rozegrany został na stadionie klubu Vélez Sarsfield                     |
| 15 lutego 1976 | Racing Club de Avellaneda – San Lorenzo de Almagro 3:4 Gottardi, Glaria(2) – Olguín(2), Premici(2)                                                       |
| 15 lutego 1976 | CA Temperley – Gimnasia y Esgrima La Plata 2:3 García Sangenis, Sotelo – Beltrán(2), Peracca                                                             |
| 15 lutego 1976 | CA Argentino de Quilmes – Unión Santa Fe 1:1 O. Gómez – H. Moreno                                                                                        |

Mecz międzygrupowy
| Data           | Mecz |
| -------------- | --- |
| 15 lutego 1976 | Ferro Carril Oeste – CA Vélez Sarsfield 2:2 M. Gutiérrez, Hita – Roselli, Durso zwycięstwo i 2 punkty przyznano klubowi Ferro Carril Oeste, choć wynik bramkowy zachowano |

### Kolejka 2
Grupa A
| Data           | Mecz |
| -------------- | --- |
| 18 lutego 1976 | San Telmo Buenos Aires – Ferro Carril Oeste 3:5 Lichene, Ibarra, Coronel – C. Arregui(3), R. Domínguez, Rocchia mecz rozegrany został na stadionie klubu Huracán |
| 18 lutego 1976 | CA Banfield – CA Colón 1:1 Pitarch – E. Alvarez |
| 18 lutego 1976 | Atlanta Buenos Aires – Estudiantes La Plata 0:1 Galletti zwycięstwo, a więc i 2 punkty przyznano klubowi Atlanta Buenos Aires, choć wynik bramkowy zachowano     |
| 18 lutego 1976 | Independiente – Rosario Central 4:2 Astegiano(2), Pavoni, Bochini – Kempes, Potente                                                                              |
| 18 lutego 1976 | CA All Boys – CA Huracán 1:2 Mecca – Candedo, Brindisi |

Grupa B
| Data           | Mecz |
| -------------- | --- |
| 18 lutego 1976 | CA Vélez Sarsfield – CA Argentino de Quilmes 1:3 Finarolli – O. González, O. Gómez, Ponce                       |
| 18 lutego 1976 | Unión Santa Fe – CA Temperley 2:0 R. Moreno(2)                                                                  |
| 18 lutego 1976 | Gimnasia y Esgrima La Plata – Chacarita Juniors 1:0 Di Meola                                                    |
| 18 lutego 1976 | Newell’s Old Boys – Racing Club de Avellaneda 3:4 Zanabria, Palacios(2) – Gottardi, Balbuena, Fortunato, Glaria |
| 18 lutego 1976 | San Lorenzo de Almagro – Argentinos Juniors 1:1 Villarreal – C. Alvarez                                         |

Mecz międzygrupowy
| Data           | Mecz                           |
| -------------- | ------------------------------ |
| 18 lutego 1976 | River Plate – Boca Juniors 0:0 |

### Kolejka 3
Grupa A
| Data           | Mecz                                                                            |
| -------------- | ------------------------------------------------------------------------------- |
| 22 lutego 1976 | CA Huracán – Boca Juniors 2:1 A. Sánchez(2) – Alves                             |
| 22 lutego 1976 | Rosario Central – CA All Boys 4:0 Aimar, Peña, Lamberti, Rosetti                |
| 22 lutego 1976 | Estudiantes La Plata – Independiente 2:2 Galletti, Cabezas – Astegiano, Bertoni |
| 22 lutego 1976 | CA Colón – Atlanta Buenos Aires 1:0 Aricó                                       |
| 22 lutego 1976 | Ferro Carril Oeste – CA Banfield 1:0 O. Gutiérrez                               |

Grupa B
| Data           | Mecz                                                                                              |
| -------------- | ------------------------------------------------------------------------------------------------- |
| 22 lutego 1976 | River Plate – San Lorenzo de Almagro 5:1 Luque(5) – Olguín                                        |
| 22 lutego 1976 | Argentinos Juniors – Newell’s Old Boys 0:1 Montes                                                 |
| 22 lutego 1976 | Racing Club de Avellaneda – Gimnasia y Esgrima La Plata 2:2 Balbuena, Gottardi – Tutino, Correa s |
| 22 lutego 1976 | Chacarita Juniors – Unión Santa Fe 2:2 Delgado, Ischia – Marchetti(2)                             |
| 22 lutego 1976 | CA Temperley – CA Vélez Sarsfield 1:2 Raschia – O. García, Durso                                  |

Mecz międzygrupowy
| Data           | Mecz                                                                                           |
| -------------- | ---------------------------------------------------------------------------------------------- |
| 20 lutego 1976 | CA Argentino de Quilmes – San Telmo Buenos Aires 4:1 Milozzi(2), Mainonis, Apariente – Coronel |

### Kolejka 4
Grupa A
| Data         | Mecz                                                                         |
| ------------ | ---------------------------------------------------------------------------- |
| 1 marca 1976 | CA Banfield – San Telmo Buenos Aires 2:2 M. González, Pitarch – Coronel(2)   |
| 1 marca 1976 | Atlanta Buenos Aires – Ferro Carril Oeste 1:2 Ponce – Rocchia, O. Gutiérrez  |
| 1 marca 1976 | Independiente – CA Colón 3:2 Bertoni, Astegiano(2) – Villaruel, Borgna       |
| 1 marca 1976 | CA All Boys – Estudiantes La Plata 2:2 Zezinho, Pintos – Del Curto, Carranza |
| 1 marca 1976 | Boca Juniors – Rosario Central 1:0 H. Sánchez                                |

Grupa B
| Data         | Mecz                                                              |
| ------------ | ----------------------------------------------------------------- |
| 1 marca 1976 | CA Argentino de Quilmes – CA Temperley 0:0                        |
| 1 marca 1976 | CA Vélez Sarsfield – Chacarita Juniors 2:1 Santillán(2) – Salinas |
| 1 marca 1976 | Unión Santa Fe – Racing Club de Avellaneda 1:0 Marchetti          |
| 1 marca 1976 | Gimnasia y Esgrima La Plata – Argentinos Juniors 2:0 Fornari(2)   |
| 1 marca 1976 | Newell’s Old Boys – River Plate 1:2 Ribeca – Crespo, Artico       |

Mecz międzygrupowy
| Data         | Mecz                                                                       |
| ------------ | -------------------------------------------------------------------------- |
| 1 marca 1976 | CA Huracán – San Lorenzo de Almagro 3:1 Larrosa, Ardiles, Candedo – Scotta |

### Kolejka 5
Grupa A
| Data         | Mecz                                                                                               |
| ------------ | -------------------------------------------------------------------------------------------------- |
| 7 marca 1976 | Rosario Central – CA Huracán 1:2 Kempes – A. Sánchez, Leone                                        |
| 7 marca 1976 | Estudiantes La Plata – Boca Juniors 0:0                                                            |
| 7 marca 1976 | CA Colón – CA All Boys 1:0 J.C. López                                                              |
| 7 marca 1976 | Ferro Carril Oeste – Independiente 0:0                                                             |
| 7 marca 1976 | San Telmo Buenos Aires – Atlanta Buenos Aires 0:0 mecz rozegrany został na stadionie klubu Huracán |

Grupa B
| Data         | Mecz |
| ------------ | --- |
| 5 marca 1976 | Racing Club de Avellaneda – CA Vélez Sarsfield 2:2 Gottardi(2) – Espósito, Santillán                            |
| 7 marca 1976 | San Lorenzo de Almagro – Newell’s Old Boys 1:1 Rizzi – Palacios                                                 |
| 7 marca 1976 | River Plate – Gimnasia y Esgrima La Plata 2:3 Crespo, Bruno – Di Meola, Di Bastiano, Beltrán                    |
| 7 marca 1976 | Argentinos Juniors – Unión Santa Fe 0:0                                                                         |
| 7 marca 1976 | Chacarita Juniors – CA Argentino de Quilmes 1:1 Bordón – Ponce mecz rozegrany został na stadionie klubu Atlanta |

Mecz międzygrupowy
| Data         | Mecz                                     |
| ------------ | ---------------------------------------- |
| 7 marca 1976 | CA Banfield – CA Temperley 1:0 Cerqueiro |

### Kolejka 6
Grupa A
| Data          | Mecz                                                         |
| ------------- | ------------------------------------------------------------ |
| 12 marca 1976 | Boca Juniors – CA Colón 1:0 Benítez                          |
| 14 marca 1976 | Atlanta Buenos Aires – CA Banfield 2:0 Casares, Cibeyra      |
| 14 marca 1976 | Independiente – San Telmo Buenos Aires 3:0 Bertoni, Rojas(2) |
| 14 marca 1976 | CA All Boys – Ferro Carril Oeste 1:0 Pintos                  |
| 14 marca 1976 | CA Huracán – Estudiantes La Plata 1:1 Leone – Pachamé        |

Grupa B
| Data          | Mecz                                                                                                  |
| ------------- | --- |
| 14 marca 1976 | CA Temperley – Chacarita Juniors 4:1 Biondi(2), García Sangenis, Noguera – Bordón                     |
| 14 marca 1976 | CA Argentino de Quilmes – Racing Club de Avellaneda 3:2 Milozzi, Mainonis, O. González – Fortunato(2) |
| 14 marca 1976 | CA Vélez Sarsfield – Argentinos Juniors 2:0 Dominé, Santillán                                         |
| 14 marca 1976 | Unión Santa Fe – River Plate 2:0 Moreno, Marchetti                                                    |
| 14 marca 1976 | Gimnasia y Esgrima La Plata – San Lorenzo de Almagro 2:1 Navarro s, Echauri – Premici                 |

Mecz międzygrupowy
| Data          | Mecz                                                    |
| ------------- | ------------------------------------------------------- |
| 14 marca 1976 | Newell’s Old Boys – Rosario Central 1:1 Palacios – Peña |

### Kolejka 7
Grupa A
| Data          | Mecz |
| ------------- | --- |
| 17 marca 1976 | Estudiantes La Plata – Rosario Central 1:0 Pachamé                                                          |
| 17 marca 1976 | CA Colón – CA Huracán 0:1 A. Sánchez                                                                        |
| 17 marca 1976 | Ferro Carril Oeste – Boca Juniors 0:0                                                                       |
| 17 marca 1976 | San Telmo Buenos Aires – CA All Boys 2:0 Coronel, Espósito mecz rozegrany został na stadionie klubu Huracán |
| 17 marca 1976 | CA Banfield – Independiente 3:3 Cerqueiro, M. González(2) – Pavoni, Outes, Soria                            |

Grupa B
| Data          | Mecz                                                                      |
| ------------- | ------------------------------------------------------------------------- |
| 17 marca 1976 | Newell’s Old Boys – Gimnasia y Esgrima La Plata 1:0 Zanabria              |
| 17 marca 1976 | San Lorenzo de Almagro – Unión Santa Fe 2:1 Premici, Iglesias – Marchetti |
| 17 marca 1976 | River Plate – CA Vélez Sarsfield 3:0 Reinaldi(3)                          |
| 17 marca 1976 | Argentinos Juniors – CA Argentino de Quilmes 1:2 Giordano – Mainonis(2)   |
| 17 marca 1976 | Racing Club de Avellaneda – CA Temperley 2:0 Correa, Gottardi             |

Mecz międzygrupowy
| Data          | Mecz                                               |
| ------------- | -------------------------------------------------- |
| 17 marca 1976 | Atlanta Buenos Aires – Chacarita Juniors 1:0 Ramos |

### Kolejka 8
Grupa A
| Data          | Mecz |
| ------------- | --- |
| 19 marca 1976 | Independiente – Atlanta Buenos Aires 2:1 Palomba, Bertoni – Ramos                                         |
| 21 marca 1976 | CA All Boys – CA Banfield 2:2 Zilli, Valdivia – M. González(2)                                            |
| 21 marca 1976 | Boca Juniors – San Telmo Buenos Aires 2:1 Taverna, García Cambón – Coronel                                |
| 21 marca 1976 | CA Huracán – Ferro Carril Oeste 5:1 Rico(2), Leone, Brindisi(2) – Vidal                                   |
| 21 marca 1976 | Rosario Central – CA Colón 1:4 Burgos – Aimar s, J.C. López, Saldaño, Aricó mecz rozegrany został w Junín |

Grupa B
| Data          | Mecz                                                                             |
| ------------- | -------------------------------------------------------------------------------- |
| 21 marca 1976 | Chacarita Juniors – Racing Club de Avellaneda 0:3 Fortunato(2), Gottardi         |
| 21 marca 1976 | CA Temperley – Argentinos Juniors 1:2 Bello Meza – C. Alvarez, Ovelar            |
| 21 marca 1976 | CA Argentino de Quilmes – River Plate 3:1 Pena s, O. Gómez, Milozzi – J.J. López |
| 21 marca 1976 | CA Vélez Sarsfield – San Lorenzo de Almagro 0:2 Rizzi, Iglesias                  |
| 21 marca 1976 | Unión Santa Fe – Newell’s Old Boys 3:0 Trossero, Moreno, Bianchini               |

Mecz międzygrupowy
| Data          | Mecz                                                                    |
| ------------- | ----------------------------------------------------------------------- |
| 21 marca 1976 | Gimnasia y Esgrima La Plata – Estudiantes La Plata 1:1 Fornari – Milano |

### Kolejka 9
Grupa A
| Data          | Mecz                                                                                              |
| ------------- | ------------------------------------------------------------------------------------------------- |
| 28 marca 1976 | CA Colón – Estudiantes La Plata 4:3 Aricó(2), Saldaño, J.C. López – Santecchia(2), Nápoli         |
| 28 marca 1976 | Ferro Carril Oeste – Rosario Central 2:2 R. Domínguez, Eiras – Potente, Mancinelli                |
| 28 marca 1976 | San Telmo Buenos Aires – CA Huracán 0:1 Brindisi mecz rozegrany został na stadionie klubu Huracán |
| 28 marca 1976 | CA Banfield – Boca Juniors 3:3 P. Gómez, Pitarch, M. González – García Cambón, Taverna(2)         |
| 28 marca 1976 | Atlanta Buenos Aires – CA All Boys 2:2 Carballo, Carrió – Valdivia, Del Valle                     |

Grupa B
| Data          | Mecz                                                         |
| ------------- | ------------------------------------------------------------ |
| 26 marca 1976 | River Plate – CA Temperley 2:0 Merlo, P. González            |
| 28 marca 1976 | Gimnasia y Esgrima La Plata – Unión Santa Fe 1:0 Peracca     |
| 28 marca 1976 | Newell’s Old Boys – CA Vélez Sarsfield 1:0 Palacios          |
| 28 marca 1976 | San Lorenzo de Almagro – CA Argentino de Quilmes 1:0 Premici |
| 28 marca 1976 | Argentinos Juniors – Chacarita Juniors 1:2 Fren – Bordón(2)  |

Mecz międzygrupowy
| Data          | Mecz                                                                                       |
| ------------- | ------------------------------------------------------------------------------------------ |
| 28 marca 1976 | Independiente – Racing Club de Avellaneda 4:2 Astegiano(3), Trossero – Fortunato, Gottardi |

### Kolejka 10
Grupa A
| Data            | Mecz |
| --------------- | --- |
| 2 kwietnia 1976 | CA Huracán – CA Banfield 1:1 Fanesi – M. González                                                                              |
| 4 kwietnia 1976 | CA All Boys – Independiente 0:0 mecz rozegrany został na stadionie klubu Ferro Carril Oeste                                    |
| 4 kwietnia 1976 | Boca Juniors – Atlanta Buenos Aires 3:0 Veglio(2), Felman                                                                      |
| 4 kwietnia 1976 | Rosario Central – San Telmo Buenos Aires 3:1 Agonil, Vidal(2) – Cloquel mecz rozegrany został na stadionie klubu Villa Dálmine |
| 4 kwietnia 1976 | Estudiantes La Plata – Ferro Carril Oeste 1:0 C. López                                                                         |

Grupa B
| Data            | Mecz |
| --------------- | --- |
| 4 kwietnia 1976 | Racing Club de Avellaneda – Argentinos Juniors 6:3 Fortunato(2), Glaria(2), Correa, Gottardi – C. Alvarez, Carrizo, Hallar |
| 4 kwietnia 1976 | Chacarita Juniors – River Plate 2:1 Bordón, C. Rodríguez – Alonso mecz rozegrany został na stadionie klubu Huracán         |
| 4 kwietnia 1976 | CA Temperley – San Lorenzo de Almagro 0:2 Premici, Iglesias                                                                |
| 4 kwietnia 1976 | CA Argentino de Quilmes – Newell’s Old Boys 2:4 Mainonis, Milozzi – Robles, Palacios, Milozzi s, Picerni                   |
| 4 kwietnia 1976 | CA Vélez Sarsfield – Gimnasia y Esgrima La Plata 0:2 Peracca, Beltrán                                                      |

Mecz międzygrupowy
| Data            | Mecz                                                               |
| --------------- | ------------------------------------------------------------------ |
| 4 kwietnia 1976 | CA Colón – Unión Santa Fe 3:1 Saldaño, E. Alvarez, Aricó – Raschia |

### Kolejka 11
Grupa A
| Data             | Mecz |
| ---------------- | --- |
| 11 kwietnia 1976 | Ferro Carril Oeste – CA Colón 6:3 R. Domínguez(2), M. Gutiérrez(3), C. Arregui – E. Fernández, E. Alvarez(2)                    |
| 11 kwietnia 1976 | San Telmo Buenos Aires – Estudiantes La Plata 2:2 Cloquel(2) – Milano, Reguera mecz rozegrany został na stadionie klubu Huracán |
| 11 kwietnia 1976 | CA Banfield – Rosario Central 1:3 Pitarch – Kempes(2), Vidal                                                                    |
| 11 kwietnia 1976 | Atlanta Buenos Aires – CA Huracán 0:2 A. Sánchez, Leone                                                                         |
| 11 kwietnia 1976 | Independiente – Boca Juniors 1:1 Bertoni – Taverna                                                                              |

Grupa B
| Data             | Mecz                                                                                            |
| ---------------- | ----------------------------------------------------------------------------------------------- |
| 9 kwietnia 1976  | San Lorenzo de Almagro – Chacarita Juniors 2:0 Rizzi(2)                                         |
| 11 kwietnia 1976 | Unión Santa Fe – CA Vélez Sarsfield 0:1 Durso                                                   |
| 11 kwietnia 1976 | Gimnasia y Esgrima La Plata – CA Argentino de Quilmes 2:2 Fornari, Peracca – Rando, O. González |
| 11 kwietnia 1976 | Newell’s Old Boys – CA Temperley 1:1 Salas – Pavoni s                                           |
| 11 kwietnia 1976 | River Plate – Racing Club de Avellaneda 3:0 Passarella(3)                                       |

Mecz międzygrupowy
| Data             | Mecz                                               |
| ---------------- | -------------------------------------------------- |
| 11 kwietnia 1976 | Argentinos Juniors – CA All Boys 2:0 C. Alvarez(2) |

### Kolejka 12
Grupa A
| Data             | Mecz |
| ---------------- | --- |
| 14 kwietnia 1976 | CA All Boys – Boca Juniors 1:2 Rairnondo – Taverna, H. Sánchez mecz rozegrany został na stadionie klubu Vélez Sarsfield   |
| 15 kwietnia 1976 | Independiente – CA Huracán 2:2 Bertoni, Rojas – Larrosa, Leone                                                            |
| 15 kwietnia 1976 | Atlanta Buenos Aires – Rosario Central 1:1 E. García – Kempes                                                             |
| 15 kwietnia 1976 | CA Banfield – Estudiantes La Plata 2:3 Cáceres, M. González – Santecchia(2), Cabezas                                      |
| 15 kwietnia 1976 | San Telmo Buenos Aires – CA Colón 3:1 Espósito, Coronel, Cloquel – Aricó mecz rozegrany został na stadionie klubu Huracán |

Grupa B
| Data             | Mecz                                                                                    |
| ---------------- | --------------------------------------------------------------------------------------- |
| 15 kwietnia 1976 | River Plate – Argentinos Juniors 1:0 Luque                                              |
| 15 kwietnia 1976 | San Lorenzo de Almagro – Racing Club de Avellaneda 1:0 Iglesias                         |
| 15 kwietnia 1976 | Newell’s Old Boys – Chacarita Juniors 3:1 Palacios, Zanabria, Costas – Adorno           |
| 15 kwietnia 1976 | Gimnasia y Esgrima La Plata – CA Temperley 1:1 Peracca – Mústico                        |
| 15 kwietnia 1976 | Unión Santa Fe – CA Argentino de Quilmes 3:1 Trossero, Marchetti, Garello – O. González |

Mecz międzygrupowy
| Data             | Mecz                                                                              |
| ---------------- | --------------------------------------------------------------------------------- |
| 15 kwietnia 1976 | CA Vélez Sarsfield – Ferro Carril Oeste 4:0 Larraquy, Durso, Quinteros, Finarolli |

### Kolejka 13
Grupa A
| Data             | Mecz                                                                                          |
| ---------------- | --------------------------------------------------------------------------------------------- |
| 18 kwietnia 1976 | Ferro Carril Oeste – San Telmo Buenos Aires 1:1 M. Gutiérrez – Cloquel                        |
| 18 kwietnia 1976 | CA Colón – CA Banfield 3:0 Zimmerman, Villaruel, E. Alvarez                                   |
| 18 kwietnia 1976 | Estudiantes La Plata – Atlanta Buenos Aires 5:0 Reguera, Cabezas, P. Hernández(2), Santecchia |
| 18 kwietnia 1976 | Rosario Central – Independiente 0:0                                                           |
| 18 kwietnia 1976 | CA Huracán – CA All Boys 5:0 Houseman(3), Leone(2)                                            |

Grupa B
| Data             | Mecz |
| ---------------- | --- |
| 17 kwietnia 1976 | Racing Club de Avellaneda – Newell’s Old Boys 0:0 |
| 18 kwietnia 1976 | CA Argentino de Quilmes – CA Vélez Sarsfield 2:1 Kaliszuk(2) – Finarolli                                                                                   |
| 18 kwietnia 1976 | CA Temperley – Unión Santa Fe 1:0 Valencia |
| 18 kwietnia 1976 | Chacarita Juniors – Gimnasia y Esgrima La Plata 4:3 Salinas, Marangoni(2), Orellana – Beltrán(2), Forgués mecz rozegrany został na stadionie klubu Atlanta |
| 18 kwietnia 1976 | Argentinos Juniors – San Lorenzo de Almagro 2:4 Ruiz s, Irigoyen – Premici, Gauna, Scotta(2)                                                               |

Mecz międzygrupowy
| Data             | Mecz                                   |
| ---------------- | -------------------------------------- |
| 18 kwietnia 1976 | Boca Juniors – River Plate 0:1 Perfumo |

### Kolejka 14
Grupa A
| Data             | Mecz                                                   |
| ---------------- | ------------------------------------------------------ |
| 25 kwietnia 1976 | Boca Juniors – CA Huracán 0:0                          |
| 25 kwietnia 1976 | CA All Boys – Rosario Central 0:0                      |
| 25 kwietnia 1976 | Independiente – Estudiantes La Plata 0:1 Cabezas       |
| 25 kwietnia 1976 | Atlanta Buenos Aires – CA Colón 0:2 E. Alvarez, Roldán |
| 25 kwietnia 1976 | CA Banfield – Ferro Carril Oeste 1:0 Pitarch           |

Grupa B
| Data             | Mecz                                                                                    |
| ---------------- | --------------------------------------------------------------------------------------- |
| 25 kwietnia 1976 | San Lorenzo de Almagro – River Plate 2:1 Scotta, Rizzi – Luque                          |
| 25 kwietnia 1976 | Newell’s Old Boys – Argentinos Juniors 2:1 Picerni, Salas – Hallar                      |
| 25 kwietnia 1976 | Gimnasia y Esgrima La Plata – Racing Club de Avellaneda 4:0 Fornari(2), Echauri, Tutino |
| 25 kwietnia 1976 | Unión Santa Fe – Chacarita Juniors 4:0 Marchetti, Garello, Moreno(2)                    |
| 25 kwietnia 1976 | CA Vélez Sarsfield – CA Temperley 2:0 Larraquy, Roselli                                 |

Mecz międzygrupowy
| Data             | Mecz |
| ---------------- | --- |
| 25 kwietnia 1976 | San Telmo Buenos Aires – CA Argentino de Quilmes 2:3 Pisapia(2) – Milozzi, Minutti s, Ponce mecz rozegrany został na stadionie klubu Huracán |

### Kolejka 15
Grupa A
| Data             | Mecz |
| ---------------- | --- |
| 30 kwietnia 1976 | Estudiantes La Plata – CA All Boys 1:1 Brown – Del Valle                                                                             |
| 2 maja 1976      | San Telmo Buenos Aires – CA Banfield 1:1 Cloquel – Pitarch mecz rozegrany został na stadionie klubu Huracán                          |
| 2 maja 1976      | Ferro Carril Oeste – Atlanta Buenos Aires 1:0 C. Gutiérrez                                                                           |
| 2 maja 1976      | CA Colón – Independiente 2:2 Aricó(2) – Rojas, Astegiano                                                                             |
| 2 maja 1976      | Rosario Central – Boca Juniors 5:1 Kempes(3), Zavagno, Lamberti – Taverna mecz rozegrany został na stadionie klubu Newell’s Old Boys |

Grupa B
| Data        | Mecz |
| ----------- | --- |
| 2 maja 1976 | CA Temperley – CA Argentino de Quilmes 2:2 Valencia(2) – Manceda, Kaliszuk                                                                      |
| 2 maja 1976 | Chacarita Juniors – CA Vélez Sarsfield 3:2 Crosato, Bordón, C. Rodríguez – Larraquy, O. García mecz rozegrany został na stadionie klubu Atlanta |
| 2 maja 1976 | Racing Club de Avellaneda – Unión Santa Fe 2:0 Squeo, Correa                                                                                    |
| 2 maja 1976 | Argentinos Juniors – Gimnasia y Esgrima La Plata 2:2 Hallar, Irigoyen – Forgués, Beltrán                                                        |
| 2 maja 1976 | River Plate – Newell’s Old Boys 3:0 Mas, P. González, Passarella                                                                                |

Mecz międzygrupowy
| Data        | Mecz                                                                          |
| ----------- | ----------------------------------------------------------------------------- |
| 2 maja 1976 | San Lorenzo de Almagro – CA Huracán 1:3 Rizzi – Houseman, Larrosa, A. Sánchez |

### Kolejka 16
Grupa A
| Data        | Mecz                                                                 |
| ----------- | -------------------------------------------------------------------- |
| 7 maja 1976 | CA Huracán – Rosario Central 1:1 Brindisi – Lamberti                 |
| 9 maja 1976 | Boca Juniors – Estudiantes La Plata 3:0 Veglio, Mastrángelo, Benítez |
| 9 maja 1976 | CA All Boys – CA Colón 1:1 R. Rodríguez – Borgna                     |
| 9 maja 1976 | Independiente – Ferro Carril Oeste 1:1 Bertoni – C. Arregui          |
| 9 maja 1976 | Atlanta Buenos Aires – San Telmo Buenos Aires 0:0                    |

Grupa B
| Data        | Mecz                                                                      |
| ----------- | ------------------------------------------------------------------------- |
| 9 maja 1976 | Newell’s Old Boys – San Lorenzo de Almagro 0:1 Sanz                       |
| 9 maja 1976 | Gimnasia y Esgrima La Plata – River Plate 2:1 Forgués, Di Meola – Mas     |
| 9 maja 1976 | Unión Santa Fe – Argentinos Juniors 3:1 Marchetti, Trossero(2) – Giordano |
| 9 maja 1976 | CA Vélez Sarsfield – Racing Club de Avellaneda 1:1 O. García – Correa     |
| 9 maja 1976 | CA Argentino de Quilmes – Chacarita Juniors 2:0 Milozzi, Manceda          |

Mecz międzygrupowy
| Data        | Mecz                                                  |
| ----------- | ----------------------------------------------------- |
| 9 maja 1976 | CA Temperley – CA Banfield 1:1 M. González – Valencia |

### Kolejka 17
Grupa A
| Data         | Mecz                                                                                                |
| ------------ | --------------------------------------------------------------------------------------------------- |
| 15 maja 1976 | San Telmo Buenos Aires – Independiente 0:1 Bertoni mecz rozegrany został na stadionie klubu Huracán |
| 16 maja 1976 | CA Banfield – Atlanta Buenos Aires 5:2 M. González(2), Cerqueiro(2), P. Gómez – Avallay, Ramos      |
| 16 maja 1976 | Ferro Carril Oeste – CA All Boys 1:1 C. Arregui – Valdivia                                          |
| 16 maja 1976 | CA Colón – Boca Juniors 1:0 Villaruel                                                               |
| 16 maja 1976 | Estudiantes La Plata – CA Huracán 0:0                                                               |

Grupa B
| Data         | Mecz |
| ------------ | --- |
| 16 maja 1976 | Chacarita Juniors – CA Temperley 5:3 Orellana, Ferrero(2), Bordón, C. Rodríguez – Romero(2), O. Sánchez mecz rozegrany został na stadionie klubu All Boys |
| 16 maja 1976 | Racing Club de Avellaneda – CA Argentino de Quilmes 2:0 N. Scotta(2)                                                                                      |
| 16 maja 1976 | Argentinos Juniors – CA Vélez Sarsfield 1:6 Irigoyen – Finarolli, Santillán(2), Roselli, Malaquin, O. García                                              |
| 16 maja 1976 | River Plate – Unión Santa Fe 2:2 Mas, A. Merlo s – Trossero, Marchetti                                                                                    |
| 16 maja 1976 | San Lorenzo de Almagro – Gimnasia y Esgrima La Plata 1:1 Rizzi – Forgués                                                                                  |

Mecz międzygrupowy
| Data         | Mecz                                                    |
| ------------ | ------------------------------------------------------- |
| 16 maja 1976 | Rosario Central – Newell’s Old Boys 1:1 Romero – Robles |

### Kolejka 18
Grupa A
| Data         | Mecz                                                                                        |
| ------------ | ------------------------------------------------------------------------------------------- |
| 23 maja 1976 | Rosario Central – Estudiantes La Plata 0:1 Pagnanini                                        |
| 23 maja 1976 | CA Huracán – CA Colón 4:2 Di Plácido s, A. Sánchez(2), Leone – Iman, Leroyer                |
| 23 maja 1976 | Boca Juniors – Ferro Carril Oeste 3:2 Benítez, Mastrángelo, Taverna – O. Gutiérrez, Ovide s |
| 23 maja 1976 | CA All Boys – San Telmo Buenos Aires 2:1 Bongiovanni, Del Valle – Coronel                   |
| 23 maja 1976 | Independiente – CA Banfield 1:0 Bertoni                                                     |

Grupa B
| Data         | Mecz                                                                                               |
| ------------ | -------------------------------------------------------------------------------------------------- |
| 23 maja 1976 | Gimnasia y Esgrima La Plata – Newell’s Old Boys 1:1 O. Pérez – Palacios                            |
| 23 maja 1976 | Unión Santa Fe – San Lorenzo de Almagro 1:0 Moreno                                                 |
| 23 maja 1976 | CA Vélez Sarsfield – River Plate 1:2 Santillán – Reinaldi, Luque                                   |
| 23 maja 1976 | CA Argentino de Quilmes – Argentinos Juniors 1:0 O. González                                       |
| 23 maja 1976 | CA Temperley – Racing Club de Avellaneda 0:1 Glaria mecz rozegrany został na stadionie klubu Lanús |

Mecz międzygrupowy
| Data         | Mecz |
| ------------ | --- |
| 23 maja 1976 | Chacarita Juniors – Atlanta Buenos Aires 3:0 Marangoni, Ramos s, Salinas mecz rozegrany został na stadionie klubu Argentinos Juniors |

### Kolejka 19
Grupa A
| Data         | Mecz |
| ------------ | --- |
| 25 maja 1976 | Atlanta Buenos Aires – Independiente 2:1 Carballo, Avallay – Arroyo                                                          |
| 25 maja 1976 | CA Banfield – CA All Boys 1:0 M. González                                                                                    |
| 25 maja 1976 | San Telmo Buenos Aires – Boca Juniors 3:1 Camejo, Coronel, Pisapia – Veglio mecz rozegrany został na stadionie klubu Huracán |
| 25 maja 1976 | Ferro Carril Oeste – CA Huracán 1:2 C. Arregui – Leone(2)                                                                    |
| 25 maja 1976 | CA Colón – Rosario Central 2:1 J.C. López, Aricó – Kempes                                                                    |

Grupa B
| Data         | Mecz                                                                          |
| ------------ | ----------------------------------------------------------------------------- |
| 25 maja 1976 | Racing Club de Avellaneda – Chacarita Juniors 1:0 Gottardi                    |
| 25 maja 1976 | Argentinos Juniors – CA Temperley 3:1 Giordano, C. Alvarez, J. López – Romero |
| 25 maja 1976 | River Plate – CA Argentino de Quilmes 4:0 Passarella(2), Reinaldi(2)          |
| 25 maja 1976 | San Lorenzo de Almagro – CA Vélez Sarsfield 0:1 Asad                          |
| 25 maja 1976 | Newell’s Old Boys – Unión Santa Fe 2:0 Gallego, Rocha                         |

Mecz międzygrupowy
| Data         | Mecz                                                                         |
| ------------ | ---------------------------------------------------------------------------- |
| 25 maja 1976 | Estudiantes La Plata – Gimnasia y Esgrima La Plata 2:1 Cabezas(2) – Di Meola |

### Kolejka 20
Grupa A
| Data         | Mecz                                                                            |
| ------------ | ------------------------------------------------------------------------------- |
| 28 maja 1976 | Estudiantes La Plata – CA Colón 2:0 Frassoldati, Pagnanini                      |
| 30 maja 1976 | Rosario Central – Ferro Carril Oeste 5:0 Kempes(2), Cáceres, Zavagno, Andreuchi |
| 30 maja 1976 | CA Huracán – San Telmo Buenos Aires 2:1 Rico, A. Sánchez – Camejo               |
| 30 maja 1976 | Boca Juniors – CA Banfield 5:0 Felman(3), Mastrángelo(2)                        |
| 30 maja 1976 | CA All Boys – Atlanta Buenos Aires 1:2 Pintos – Avallay, Contreras              |

Grupa B
| Data         | Mecz |
| ------------ | --- |
| 30 maja 1976 | Unión Santa Fe – Gimnasia y Esgrima La Plata 4:1 Garello(2), Marchetti(2) – Beltrán                       |
| 30 maja 1976 | CA Vélez Sarsfield – Newell’s Old Boys 1:0 Larraquy                                                       |
| 30 maja 1976 | CA Argentino de Quilmes – San Lorenzo de Almagro 2:2 Ponce, Kaliszuk – Rizzi, Lupo s                      |
| 30 maja 1976 | CA Temperley – River Plate 1:1 Valencia – Passarella mecz rozegrany został na stadionie klubu Lanús       |
| 30 maja 1976 | Chacarita Juniors – Argentinos Juniors 0:2 C. Alvarez(2) mecz rozegrany został na stadionie klubu Atlanta |

Mecz międzygrupowy
| Data         | Mecz                                                                              |
| ------------ | --------------------------------------------------------------------------------- |
| 30 maja 1976 | Racing Club de Avellaneda – Independiente 1:3 Correa – Astegiano, Bertoni, Pavoni |

### Kolejka 21
Grupa A
| Data           | Mecz |
| -------------- | --- |
| 2 czerwca 1976 | Independiente – CA All Boys 3:0 Pavoni, Astegiano, Arroyo                                                                   |
| 2 czerwca 1976 | Atlanta Buenos Aires – Boca Juniors 2:1 Ramos, Carballo – Pernía                                                            |
| 2 czerwca 1976 | CA Banfield – CA Huracán 3:3 Schroh, Cerqueiro(2) – Cano, Larrosa, Cristaldo                                                |
| 2 czerwca 1976 | San Telmo Buenos Aires – Rosario Central 2:2 Ferreyra, Pisapia – Kempes(2) mecz rozegrany został na stadionie klubu Huracán |
| 2 czerwca 1976 | Ferro Carril Oeste – Estudiantes La Plata 2:2 M. Gutiérrez, C. Arregui – P. Hernández, Benito                               |

Grupa B
| Data           | Mecz                                                                                    |
| -------------- | --------------------------------------------------------------------------------------- |
| 2 czerwca 1976 | Argentinos Juniors – Racing Club de Avellaneda 1:1 Irigoyen – H. González               |
| 2 czerwca 1976 | River Plate – Chacarita Juniors 1:3 Passarella – Orellana, Benítez, Ferrero             |
| 2 czerwca 1976 | San Lorenzo de Almagro – CA Temperley 0:1 Biondi                                        |
| 2 czerwca 1976 | Newell’s Old Boys – CA Argentino de Quilmes 5:1 Salas(2), Rocha, Palacios(2) – Mainonis |
| 2 czerwca 1976 | Gimnasia y Esgrima La Plata – CA Vélez Sarsfield 1:1 Beltrán – Santillán                |

Mecz międzygrupowy
| Data           | Mecz                                                                   |
| -------------- | ---------------------------------------------------------------------- |
| 2 czerwca 1976 | Unión Santa Fe – CA Colón 4:2 Marchetti(2), Moreno(2) – Saldaño, Aricó |

### Kolejka 22
Grupa A
| Data           | Mecz                                                                            |
| -------------- | ------------------------------------------------------------------------------- |
| 6 czerwca 1976 | CA Colón – Ferro Carril Oeste 0:0                                               |
| 6 czerwca 1976 | Estudiantes La Plata – San Telmo Buenos Aires 1:0 Benito                        |
| 6 czerwca 1976 | Rosario Central – CA Banfield 1:1 Potente – Ferlich                             |
| 6 czerwca 1976 | CA Huracán – Atlanta Buenos Aires 3:1 A. Sánchez, Larrosa, Sanabria – Contreras |
| 6 czerwca 1976 | Boca Juniors – Independiente 0:0                                                |

Grupa B
| Data           | Mecz |
| -------------- | --- |
| 4 czerwca 1976 | CA Vélez Sarsfield – Unión Santa Fe 1:0 Raschia s                                                               |
| 6 czerwca 1976 | CA Argentino de Quilmes – Gimnasia y Esgrima La Plata 1:0 O. González                                           |
| 6 czerwca 1976 | CA Temperley – Newell’s Old Boys 1:1 Valencia – Palacios mecz rozegrany został na stadionie klubu Lanús         |
| 6 czerwca 1976 | Chacarita Juniors – San Lorenzo de Almagro 1:1 Salinas – Rizzi mecz rozegrany został na stadionie klubu Atlanta |
| 6 czerwca 1976 | Racing Club de Avellaneda – River Plate 1:2 Correa – Luque, Passarella                                          |

Mecz międzygrupowy
| Data           | Mecz                                                   |
| -------------- | ------------------------------------------------------ |
| 6 czerwca 1976 | CA All Boys – Argentinos Juniors 0:2 Carrizo, J. López |

### Tabele
| Poz. | Klub                   | Mecze | Zw | Rem | Por | Pkt | BrZd | BrStr |
| ---- | ---------------------- | ----- | -- | --- | --- | --- | ---- | ----- |
| 1    | CA Huracán             | 22    | 15 | 7   | 0   | 37  | 47   | 20    |
| 2    | Estudiantes La Plata   | 22    | 10 | 9   | 3   | 29  | 33   | 22    |
| 3    | Independiente          | 22    | 9  | 10  | 3   | 28  | 37   | 24    |
| 4    | Boca Juniors           | 22    | 9  | 7   | 6   | 25  | 30   | 22    |
| 5    | CA Colón               | 22    | 9  | 4   | 9   | 22  | 35   | 35    |
| 6    | Rosario Central        | 22    | 6  | 9   | 7   | 21  | 38   | 28    |
| 7    | Ferro Carril Oeste     | 22    | 6  | 8   | 8   | 20  | 28   | 36    |
| 8    | CA Banfield            | 22    | 4  | 10  | 8   | 18  | 29   | 40    |
| 9    | Atlanta Buenos Aires   | 22    | 6  | 4   | 12  | 16  | 19   | 39    |
| 10   | San Telmo Buenos Aires | 22    | 4  | 7   | 11  | 15  | 27   | 37    |
| 11   | CA All Boys            | 22    | 2  | 8   | 12  | 12  | 15   | 38    |
| *    | grupa mistrzowska      |       |    |     |     |     |      |       |
| *    | grupa spadkowa         |       |    |     |     |     |      |       |

| Poz. | Klub                        | Mecze | Zw | Rem | Por | Pkt | BrZd | BrStr |
| ---- | --------------------------- | ----- | -- | --- | --- | --- | ---- | ----- |
| 1    | River Plate                 | 22    | 12 | 3   | 7   | 27  | 43   | 26    |
| 2    | Gimnasia y Esgrima La Plata | 22    | 9  | 8   | 5   | 26  | 36   | 29    |
| 3    | CA Argentino de Quilmes     | 22    | 10 | 6   | 6   | 26  | 36   | 36    |
| 4    | San Lorenzo de Almagro      | 22    | 10 | 5   | 7   | 25  | 31   | 29    |
| 5    | Unión Santa Fe              | 22    | 10 | 4   | 8   | 24  | 34   | 23    |
| 6    | Newell’s Old Boys           | 22    | 8  | 8   | 6   | 24  | 32   | 28    |
| 7    | CA Vélez Sarsfield          | 22    | 10 | 3   | 9   | 23  | 31   | 27    |
| 8    | Racing Club de Avellaneda   | 22    | 8  | 5   | 9   | 21  | 36   | 37    |
| 9    | Chacarita Juniors           | 22    | 7  | 4   | 11  | 18  | 32   | 43    |
| 10   | Argentinos Juniors          | 22    | 5  | 4   | 13  | 14  | 27   | 43    |
| 11   | CA Temperley                | 22    | 3  | 7   | 12  | 13  | 21   | 35    |
| *    | grupa mistrzowska           |       |    |     |     |     |      |       |
| *    | grupa spadkowa              |       |    |     |     |     |      |       |

### Grupa mistrzowska – kolejka 1
| Data            | Mecz |
| --------------- | --- |
| 12 czerwca 1976 | Newell’s Old Boys – Unión Santa Fe 2:2 Rebottaro, Giusti – Trossero, Marchetti mecz rozegrany został na stadionie klubu Rosario Central      |
| 13 czerwca 1976 | CA Huracán – Gimnasia y Esgrima La Plata 3:1 Brindisi(2), Ardiles – Di Meola mecz rozegrany został na stadionie klubu San Lorenzo de Almagro |
| 13 czerwca 1976 | Independiente – Boca Juniors 1:2 Rojas – Mastrángelo, Felman mecz rozegrany został na stadionie klubu River Plate                            |
| 13 czerwca 1976 | CA Argentino de Quilmes – River Plate 1:1 Salinas – Comelles mecz rozegrany został na stadionie klubu Independiente                          |
| 13 czerwca 1976 | San Lorenzo de Almagro – Estudiantes La Plata 2:2 H. Scotta(2) – Cabezas, Reguera mecz rozegrany został na stadionie klubu Boca Juniors      |
| 13 czerwca 1976 | Rosario Central – CA Colón 3:0 Kempes(3) mecz rozegrany został na stadionie klubu Newell’s Old Boys                                          |

### Grupa mistrzowska – kolejka 2
| Data            | Mecz |
| --------------- | --- |
| 19 czerwca 1976 | Gimnasia y Esgrima La Plata – Independiente 4:3 Beltrán(3), Forgués – Bertoni, Astegiano(2) mecz rozegrany został na stadionie klubu Estudiantes |
| 20 czerwca 1976 | Boca Juniors – Newell’s Old Boys 1:0 García Cambón Independiente                                                                                 |
| 20 czerwca 1976 | CA Colón – Unión Santa Fe 1:1 Borgna – Trossero                                                                                                  |
| 20 czerwca 1976 | Estudiantes La Plata – CA Huracán 1:1 P. Hernández – Frassoldati s mecz rozegrany został na stadionie klubu Gimnasia y Esgrima                   |
| 20 czerwca 1976 | River Plate – Rosario Central 2:2 Reinaldi, Passarella – Kempes(2) mecz rozegrany został na stadionie klubu Boca Juniors                         |
| 20 czerwca 1976 | San Lorenzo de Almagro – CA Argentino de Quilmes 1:1 H. Scotta – Kaliszuk mecz rozegrany został na stadionie klubu Huracán                       |

### Grupa mistrzowska – kolejka 3
| Data            | Mecz |
| --------------- | --- |
| 26 czerwca 1976 | River Plate – CA Colón 3:2 Passarella(2), Luque – Mántaras, Zimmerman mecz rozegrany został na stadionie klubu San Lorenzo de Almagro  |
| 27 czerwca 1976 | Boca Juniors – Estudiantes La Plata 1:1 García Cambón – C. López mecz rozegrany został na stadionie klubu River Plate                  |
| 27 czerwca 1976 | Newell’s Old Boys – San Lorenzo de Almagro 1:0 Gallego mecz rozegrany został na stadionie klubu Rosario Central                        |
| 27 czerwca 1976 | CA Argentino de Quilmes – Independiente 4:2 Mainonis(3), Galván s – Bertoni(2) mecz rozegrany został na stadionie klubu Huracán        |
| 27 czerwca 1976 | Rosario Central – CA Huracán 3:1 Vidal, Killer, R. Pérez – Brindisi mecz rozegrany został na stadionie klubu Newell’s Old Boys         |
| 27 czerwca 1976 | Unión Santa Fe – Gimnasia y Esgrima La Plata 2:2 Mazzoni, Marchetti – Di Meola, Forgués mecz rozegrany został na stadionie klubu Colón |

### Grupa mistrzowska – kolejka 4
| Data         | Mecz |
| ------------ | --- |
| 3 lipca 1976 | Estudiantes La Plata – CA Argentino de Quilmes 3:1 Cabezas, C. López, P. Hernández – Apariente mecz rozegrany został na stadionie klubu Gimnasia y Esgrima |
| 3 lipca 1976 | Unión Santa Fe – River Plate 1:0 Marchetti mecz rozegrany został na stadionie klubu Colón                                                                  |
| 4 lipca 1976 | CA Colón – Boca Juniors 1:2 Benítez s – Benítez, Mastrángelo mecz rozegrany został na stadionie klubu Unión                                                |
| 4 lipca 1976 | Gimnasia y Esgrima La Plata – Newell’s Old Boys 0:1 Salas mecz rozegrany został na stadionie klubu Estudiantes                                             |
| 4 lipca 1976 | Independiente – CA Huracán 0:1 Ríos mecz rozegrany został na stadionie klubu Boca Juniors                                                                  |
| 4 lipca 1976 | San Lorenzo de Almagro – Rosario Central 1:1 Rizzi – Andreuchi mecz rozegrany został na stadionie klubu Huracán                                            |

### Grupa mistrzowska – kolejka 5
| Data          | Mecz |
| ------------- | --- |
| 9 lipca 1976  | San Lorenzo de Almagro – CA Colón 0:1 Funes mecz rozegrany został na stadionie klubu Huracán                                                  |
| 10 lipca 1976 | Gimnasia y Esgrima La Plata – Boca Juniors 2:3 O. Pérez, Nicolau – Veglio(2), Felman mecz rozegrany został na stadionie klubu Estudiantes     |
| 11 lipca 1976 | Estudiantes La Plata – River Plate 1:2 P. Hernández – Mas(2) mecz rozegrany został na stadionie klubu Gimnasia y Esgrima                      |
| 11 lipca 1976 | CA Huracán – Unión Santa Fe 4:2 Brindisi(3), A. Sánchez – Marchetti, Bottaniz mecz rozegrany został na stadionie klubu San Lorenzo de Almagro |
| 11 lipca 1976 | Independiente – Rosario Central 4:1 Britez(2), Rojas, Arroyo – Kempes mecz rozegrany został na stadionie klubu Boca Juniors                   |
| 11 lipca 1976 | CA Argentino de Quilmes – Newell’s Old Boys 1:1 Filardo – Palacios mecz rozegrany został na stadionie klubu Independiente                     |

### Grupa mistrzowska – kolejka 6
| Data          | Mecz |
| ------------- | --- |
| 14 lipca 1976 | CA Colón – Newell’s Old Boys 2:3 Olivares, Aricó – Palacios(2), Giusti mecz rozegrany został na stadionie klubu Unión                        |
| 14 lipca 1976 | Estudiantes La Plata – Unión Santa Fe 2:1 P. Hernández, Pagnanini – Ortega mecz rozegrany został na stadionie klubu Gimnasia y Esgrima       |
| 14 lipca 1976 | CA Argentino de Quilmes – Gimnasia y Esgrima La Plata 2:0 Milozzi(2) mecz rozegrany został na stadionie klubu Independiente                  |
| 14 lipca 1976 | River Plate – Independiente 1:0 Russo mecz rozegrany został na stadionie klubu Huracán                                                       |
| 14 lipca 1976 | Rosario Central – Boca Juniors 1:2 Andreuchi – Felman(2) mecz rozegrany został na stadionie klubu Newell’s Old Boys                          |
| 14 lipca 1976 | San Lorenzo de Almagro – CA Huracán 2:4 H. Scotta, Sanz – Houseman, Brindisi(2), Leone mecz rozegrany został na stadionie klubu Boca Juniors |

### Grupa mistrzowska – kolejka 7
| Data          | Mecz |
| ------------- | --- |
| 17 lipca 1976 | CA Colón – CA Huracán 1:2 Leroyer – Houseman(2) mecz rozegrany został na stadionie klubu Unión                     |
| 18 lipca 1976 | Estudiantes La Plata – Rosario Central 1:0 Del Curto mecz rozegrany został na stadionie klubu Gimnasia y Esgrima   |
| 18 lipca 1976 | Newell’s Old Boys – Independiente 1:0 Costas mecz rozegrany został na stadionie klubu Rosario Central              |
| 18 lipca 1976 | River Plate – Gimnasia y Esgrima La Plata 1:1 Urquiza – Beltrán mecz rozegrany został na stadionie klubu Huracán   |
| 18 lipca 1976 | San Lorenzo de Almagro – Boca Juniors 0:2 Mastrángelo, Felman mecz rozegrany został na stadionie klubu River Plate |
| 18 lipca 1976 | Unión Santa Fe – CA Argentino de Quilmes 1:0 Trossero mecz rozegrany został na stadionie klubu Colón               |

### Grupa mistrzowska – kolejka 8
| Data          | Mecz |
| ------------- | --- |
| 25 lipca 1976 | Boca Juniors – River Plate 1:1 Felman – Coudannes mecz rozegrany został na stadionie klubu Huracán                                            |
| 25 lipca 1976 | Gimnasia y Esgrima La Plata – CA Colón 2:2 Beltrán(2) – E. Alvarez, Leroyer mecz rozegrany został na stadionie klubu Estudiantes              |
| 25 lipca 1976 | Independiente – Estudiantes La Plata 5:1 Astegiano(3), Del Curto s, Arroyo – Cabezas mecz rozegrany został na stadionie klubu Boca Juniors    |
| 25 lipca 1976 | Rosario Central – CA Argentino de Quilmes 2:2 Kempes, Lamberti – Kaliszuk, Filardo mecz rozegrany został na stadionie klubu Newell’s Old Boys |
| 25 lipca 1976 | Unión Santa Fe – San Lorenzo de Almagro 3:0 Marchetti(2), R. Fernández mecz rozegrany został na stadionie klubu Colón                         |
| 26 lipca 1976 | CA Huracán – Newell’s Old Boys 2:0 Brindisi(2) mecz rozegrany został na stadionie klubu San Lorenzo de Almagro                                |

### Grupa mistrzowska – kolejka 9
| Data            | Mecz |
| --------------- | --- |
| 1 sierpnia 1976 | Boca Juniors – CA Huracán 1:0 Benítez mecz rozegrany został na stadionie klubu River Plate                                                                         |
| 1 sierpnia 1976 | Estudiantes La Plata – Gimnasia y Esgrima La Plata 2:0 P. Hernández, Santecchia                                                                                    |
| 1 sierpnia 1976 | CA Argentino de Quilmes – CA Colón 4:4 Mainonis(2), Milozzi, Kaliszuk – E. Alvarez(2), Fertonani, Villarruel mecz rozegrany został na stadionie klubu Boca Juniors |
| 1 sierpnia 1976 | River Plate – San Lorenzo de Almagro 0:0 mecz rozegrany został na stadionie klubu Huracán                                                                          |
| 1 sierpnia 1976 | Rosario Central – Newell’s Old Boys 0:0 |
| 2 sierpnia 1976 | Independiente – Unión Santa Fe 0:1 Casaccio mecz rozegrany został na stadionie klubu San Lorenzo de Almagro                                                        |

### Grupa mistrzowska – kolejka 10
| Data            | Mecz |
| --------------- | --- |
| 3 sierpnia 1976 | Rosario Central – Gimnasia y Esgrima La Plata 1:1 D. Killer – Forgués mecz rozegrany został na stadionie klubu Newell’s Old Boys |
| 4 sierpnia 1976 | Boca Juniors – Unión Santa Fe 2:0 mecz rozegrany został na stadionie klubu River Plate Widzowie: 57 578 Sędzia: Derval Parenti Bramki: Jorge José Benítez, Carlos José Veglio Club Atlético Boca Juniors: Hugo Orlando Gatti – Francisco Pedro Manuel Sa, Alberto César Tarantini – Vicente Alberto Pernía, Rubén José Suñé, Roberto Mouzo – Ernesto Enrique Mastrángelo, Jorge José Benítez, Carlos José Veglio, Jorge Daniel Ribolzi, Juan Alberto Taverna (Abel Aníbal Alves). Trener: Juan Carlos Lorenzo. Club Atlético Unión: José Alberto Pérez – Carlo Alberto Santos Mazzoni, Víctor Alfredo Bottaniz, Daniel Juan Silguero, Roberto Telch, Alcides Merlo, Héctor Alberto Ortega (Carlos Enrique Raschia), Horacio Héctor Bianchini, Oscar Víctor Trossero, Víctor Rodolfo Marchetti, Jorge Eduardo Casaccio (Rito Ramón Fernández). |
| 4 sierpnia 1976 | CA Colón – Estudiantes La Plata 0:0 mecz rozegrany został na stadionie klubu Unión |
| 4 sierpnia 1976 | Independiente – San Lorenzo de Almagro 2:0 Astegiano, Arroyo mecz rozegrany został na stadionie klubu Boca Juniors |
| 4 sierpnia 1976 | Newell’s Old Boys – River Plate 2:2 Gallego, Zanabria – Lazbal(2) mecz rozegrany został na stadionie klubu Rosario Central |
| 6 sierpnia 1976 | CA Huracán – CA Argentino de Quilmes 2:1 Sanabria, Ardiles – Milozzi mecz rozegrany został na stadionie klubu San Lorenzo de Almagro |

### Grupa mistrzowska – kolejka 11
| Data            | Mecz |
| --------------- | --- |
| 7 sierpnia 1976 | Unión Santa Fe – Rosario Central 2:0 Trossero, Casaccio mecz rozegrany został na stadionie klubu Colón                  |
| 8 sierpnia 1976 | Boca Juniors – CA Argentino de Quilmes 1:1 Mouzo – Apariente mecz rozegrany został na stadionie klubu River Plate       |
| 8 sierpnia 1976 | CA Colón – Independiente 1:0 Saldaño mecz rozegrany został na stadionie klubu Unión                                     |
| 8 sierpnia 1976 | Gimnasia y Esgrima La Plata – San Lorenzo de Almagro 0:1 Iglesias mecz rozegrany został na stadionie klubu Estudiantes  |
| 8 sierpnia 1976 | CA Huracán – River Plate 0:0 mecz rozegrany został na stadionie klubu Boca Juniors                                      |
| 8 sierpnia 1976 | Newell’s Old Boys – Estudiantes La Plata 0:2 Cabezas, C. López mecz rozegrany został na stadionie klubu Rosario Central |

### Tabela grupy mistrzowskiej
| Poz. | Klub                        | Mecze | Zw | Rem | Por | Pkt | BrZd | BrStr |
| ---- | --------------------------- | ----- | -- | --- | --- | --- | ---- | ----- |
| 1    | Boca Juniors                | 11    | 8  | 3   | 0   | 19  | 18   | 8     |
| 2    | CA Huracán                  | 11    | 7  | 2   | 2   | 16  | 20   | 12    |
| 3    | Estudiantes La Plata        | 11    | 5  | 4   | 2   | 14  | 16   | 13    |
| 4    | Unión Santa Fe              | 11    | 5  | 3   | 3   | 13  | 16   | 13    |
| 5    | River Plate                 | 11    | 3  | 7   | 1   | 13  | 13   | 11    |
| 6    | Newell’s Old Boys           | 11    | 4  | 4   | 3   | 12  | 11   | 12    |
| 7    | CA Argentino de Quilmes     | 11    | 2  | 6   | 3   | 10  | 18   | 18    |
| 8    | Rosario Central             | 11    | 2  | 5   | 4   | 9   | 14   | 16    |
| 9    | CA Colón                    | 11    | 2  | 4   | 5   | 8   | 15   | 20    |
| 10   | Independiente               | 11    | 3  | 0   | 8   | 6   | 17   | 17    |
| 11   | Gimnasia y Esgrima La Plata | 11    | 1  | 4   | 6   | 6   | 13   | 21    |
| 12   | San Lorenzo de Almagro      | 11    | 1  | 4   | 6   | 6   | 7    | 17    |

Mistrz Campeonato Metropolitano 1976 Boca Juniors zapewnił sobie udział w Copa Libertadores 1977.

### Grupa spadkowa – kolejka 1
| Data            | Mecz |
| --------------- | --- |
| 13 czerwca 1976 | Argentinos Juniors – CA Banfield 1:1 Hallar – Brizzola mecz rozegrany został na stadionie klubu All Boys                                     |
| 13 czerwca 1976 | Atlanta Buenos Aires – Ferro Carril Oeste 2:2 Candau(2) – R. Domínguez, Vidal mecz rozegrany został na stadionie klubu Argentinos Juniors    |
| 13 czerwca 1976 | Racing Club de Avellaneda – San Telmo Buenos Aires 2:1 N. Scotta, Correa – Camejo mecz rozegrany został na stadionie klubu Vélez Sarsfield   |
| 13 czerwca 1976 | CA Temperley – CA All Boys 1:0 García Sangenis mecz rozegrany został na stadionie klubu Banfield                                             |
| 13 czerwca 1976 | CA Vélez Sarsfield – Chacarita Juniors 2:2 Santillán, Dominé – Adorno, Astudillo mecz rozegrany został na stadionie klubu Ferro Carril Oeste |

### Grupa spadkowa – kolejka 2
| Data            | Mecz |
| --------------- | --- |
| 20 czerwca 1976 | CA All Boys – CA Vélez Sarsfield 1:3 Del Valle – Larraquy, Santillán, Espósito mecz rozegrany został na stadionie klubu Argentinos Juniors |
| 20 czerwca 1976 | Chacarita Juniors – Racing Club de Avellaneda 1:0 Ferrero mecz rozegrany został na stadionie klubu Vélez Sarsfield                         |
| 20 czerwca 1976 | Ferro Carril Oeste – CA Banfield 0:0 mecz rozegrany został na stadionie klubu All Boys                                                     |
| 20 czerwca 1976 | San Telmo Buenos Aires – Atlanta Buenos Aires 1:2 Patti – Contreras, Candau mecz rozegrany został na stadionie klubu Ferro Carril Oeste    |
| 20 czerwca 1976 | CA Temperley – Argentinos Juniors 4:0 Valencia(2), Donaires(2) mecz rozegrany został na stadionie klubu Banfield                           |

### Grupa spadkowa – kolejka 3
| Data            | Mecz |
| --------------- | --- |
| 27 czerwca 1976 | CA All Boys – Atlanta Buenos Aires 2:2 Valdivia(2) – Carballo, Candau mecz rozegrany został na stadionie klubu Vélez Sarsfield             |
| 27 czerwca 1976 | Chacarita Juniors – CA Banfield 3:2 C. Rodríguez, Astudillo, Bordón – Cerqueiro, Ferlich mecz rozegrany został na stadionie klubu All Boys |
| 27 czerwca 1976 | San Telmo Buenos Aires – Ferro Carril Oeste 2:1 Coronel, Cloquel – Eiras mecz rozegrany został na stadionie klubu Argentinos Juniors       |
| 27 czerwca 1976 | CA Temperley – Racing Club de Avellaneda 1:0 Sotelo mecz rozegrany został na stadionie klubu Banfield                                      |
| 27 czerwca 1976 | CA Vélez Sarsfield – Argentinos Juniors 0:0 mecz rozegrany został na stadionie klubu Ferro Carril Oeste                                    |

### Grupa spadkowa – kolejka 4
| Data         | Mecz |
| ------------ | --- |
| 2 lipca 1976 | CA Temperley – CA Vélez Sarsfield 1:0 Merlo mecz rozegrany został na stadionie klubu Racing                                                                       |
| 4 lipca 1976 | Ferro Carril Oeste – Argentinos Juniors 1:1 C. Arregui – Ovelar mecz rozegrany został na stadionie klubu Vélez Sarsfield                                          |
| 4 lipca 1976 | Atlanta Buenos Aires – Chacarita Juniors 2:0 Ramos, Soria mecz rozegrany został na stadionie klubu Argentinos Juniors                                             |
| 4 lipca 1976 | CA Banfield – San Telmo Buenos Aires 6:3 Brizzola, Cerqueiro(2), Ferlich, Pitarch, M. González – Pisapia(2), Rilo mecz rozegrany został na stadionie klubu Racing |
| 4 lipca 1976 | Racing Club de Avellaneda – CA All Boys 2:1 Gottardi, R. Díaz – Del Valle mecz rozegrany został na stadionie klubu Ferro Carril Oeste                             |

### Grupa spadkowa – kolejka 5
| Data          | Mecz |
| ------------- | --- |
| 11 lipca 1976 | Argentinos Juniors – San Telmo Buenos Aires 1:1 Ovelar – Pisapia mecz rozegrany został na stadionie klubu All Boys                              |
| 11 lipca 1976 | Atlanta Buenos Aires – CA Temperley 2:1 Ramos(2) – Biondi mecz rozegrany został na stadionie klubu Vélez Sarsfield                              |
| 11 lipca 1976 | CA Banfield – CA All Boys 1:2 Cerqueiro – Valdivia, Del Valle mecz rozegrany został na stadionie klubu Racing                                   |
| 11 lipca 1976 | Ferro Carril Oeste – Chacarita Juniors 3:0 Vidal, H. Arregui, O. Gutiérrez mecz rozegrany został na stadionie klubu Argentinos Juniors          |
| 11 lipca 1976 | CA Vélez Sarsfield – Racing Club de Avellaneda 3:1 Iervasi, Dominé, Castro – Correa mecz rozegrany został na stadionie klubu Ferro Carril Oeste |

### Grupa spadkowa – kolejka 6
| Data          | Mecz |
| ------------- | --- |
| 18 lipca 1976 | CA All Boys – Ferro Carril Oeste 0:1 Torres mecz rozegrany został na stadionie klubu Vélez Sarsfield                    |
| 18 lipca 1976 | Chacarita Juniors – San Telmo Buenos Aires 1:0 Bordón mecz rozegrany został na stadionie klubu Ferro Carril Oeste       |
| 18 lipca 1976 | Racing Club de Avellaneda – Argentinos Juniors 1:1 N. Scotta – Hallar mecz rozegrany został na stadionie klubu Banfield |
| 18 lipca 1976 | CA Temperley – CA Banfield 1:1 Valencia – Cerqueiro mecz rozegrany został na stadionie klubu Racing                     |
| 18 lipca 1976 | CA Vélez Sarsfield – Atlanta Buenos Aires 0:0 mecz rozegrany został na stadionie klubu Argentinos Juniors               |

### Grupa spadkowa – kolejka 7
| Data          | Mecz |
| ------------- | --- |
| 25 lipca 1976 | Argentinos Juniors – Chacarita Juniors 2:2 Giacobetti, C. Alvarez – Delgado(2) mecz rozegrany został na stadionie klubu All Boys    |
| 25 lipca 1976 | Atlanta Buenos Aires – Racing Club de Avellaneda 1:1 Oviedo – N. Scotta mecz rozegrany został na stadionie klubu Ferro Carril Oeste |
| 25 lipca 1976 | CA Banfield – CA Vélez Sarsfield 0:0 mecz rozegrany został na stadionie klubu Racing                                                |
| 25 lipca 1976 | Ferro Carril Oeste – CA Temperley 1:3 Vidal – Valencia, Merlo(2) mecz rozegrany został na stadionie klubu Argentinos Juniors        |
| 25 lipca 1976 | San Telmo Buenos Aires – CA All Boys 1:3 Del Valle s – Del Valle(2), Bongiovanni mecz rozegrany został na stadionie klubu Banfield  |

### Grupa spadkowa – kolejka 8
| Data            | Mecz |
| --------------- | --- |
| 3 sierpnia 1976 | CA All Boys – Chacarita Juniors 1:1 Insaurralde – Ferrero mecz rozegrany został na stadionie klubu Argentinos Juniors                               |
| 3 sierpnia 1976 | Atlanta Buenos Aires – Argentinos Juniors 3:3 Ramos(2), Contreras – Milani, Irigoyen, Fren mecz rozegrany został na stadionie klubu All Boys        |
| 3 sierpnia 1976 | Racing Club de Avellaneda – CA Banfield 2:2 Balbuena, Squeo – Sacconi, Corvo mecz rozegrany został na stadionie klubu Ferro Carril Oeste            |
| 3 sierpnia 1976 | CA Temperley – San Telmo Buenos Aires 1:1 Biondi – Coronel mecz rozegrany został na stadionie klubu Banfield                                        |
| 3 sierpnia 1976 | CA Vélez Sarsfield – Ferro Carril Oeste 3:3 Larraquy(2), Espósito – Vidal, H. Arregui, O. Gutiérrez mecz rozegrany został na stadionie klubu Racing |

### Grupa spadkowa – kolejka 9
| Data            | Mecz |
| --------------- | --- |
| 8 sierpnia 1976 | CA All Boys – Argentinos Juniors 2:2 Bongiovanni, Dragonetti – Ovelar, C. Alvarez mecz rozegrany został na stadionie klubu Ferro Carril Oeste |
| 8 sierpnia 1976 | CA Banfield – Atlanta Buenos Aires 3:0 Orte, Corvo, Sacconi mecz rozegrany został na stadionie klubu Racing                                   |
| 8 sierpnia 1976 | Chacarita Juniors – CA Temperley 1:2 Ferrero – Merlo, Valencia mecz rozegrany został na stadionie klubu All Boys                              |
| 8 sierpnia 1976 | Ferro Carril Oeste – Racing Club de Avellaneda 1:0 H. Arregui mecz rozegrany został na stadionie klubu Argentinos Juniors                     |
| 8 sierpnia 1976 | San Telmo Buenos Aires – CA Vélez Sarsfield 2:0 Espósito, Coronel mecz rozegrany został na stadionie klubu Banfield                           |

### Tabela grupy spadkowej
| Poz. | Klub                      | Mecze | Zw | Rem | Por | Pkt | BrZd | BrStr |
| ---- | ------------------------- | ----- | -- | --- | --- | --- | ---- | ----- |
| 1    | CA Temperley              | 9     | 6  | 2   | 1   | 14  | 15   | 6     |
| 2    | Atlanta Buenos Aires      | 9     | 3  | 5   | 1   | 11  | 14   | 13    |
| 3    | Ferro Carril Oeste        | 9     | 3  | 4   | 2   | 10  | 13   | 11    |
| 4    | CA Banfield               | 9     | 2  | 5   | 2   | 9   | 16   | 12    |
| 5    | CA Vélez Sarsfield        | 9     | 2  | 5   | 2   | 9   | 11   | 10    |
| 6    | Chacarita Juniors         | 9     | 3  | 3   | 3   | 9   | 11   | 14    |
| 7    | Argentinos Juniors        | 9     | 0  | 8   | 1   | 8   | 11   | 15    |
| 8    | CA All Boys               | 9     | 2  | 3   | 4   | 7   | 12   | 14    |
| 9    | Racing Club de Avellaneda | 9     | 2  | 3   | 4   | 7   | 9    | 12    |
| 10   | San Telmo Buenos Aires    | 9     | 2  | 2   | 5   | 6   | 12   | 17    |

Do drugiej ligi spadł klub San Telmo Buenos Aires.

### Klasyfikacja strzelców bramek Metropolitano 1976
| Gole | Piłkarz           | Klub                        |
| ---- | ----------------- | --------------------------- |
| 21   | Mario Kempes      | Rosario Central             |
| 19   | Víctor Marchetti  | Unión Santa Fe              |
| 17   | Daniel Astegiano  | Independiente               |
| 16   | Miguel Brindisi   | CA Huracán                  |
| 15   | Alberto Beltrán   | Gimnasia y Esgrima La Plata |
| 15   | José Palacios     | Newell’s Old Boys           |
| 14   | Daniel Passarella | River Plate                 |

## Campeonato Nacional 1976
W Campeonato Nacional wzięły udział 34 kluby – 23 kluby biorące udział w mistrzostwach Metropolitano oraz 11 klubów z prowincji. Prowincjonalna jedenastka została wyłoniona podczas rozgrywek klasyfikacyjnych klubów, które wygrały swoje ligi prowincjonalne w roku 1975. W sezonie 1976 w mistrzostwach Nacional wzięły udział następujące kluby z regionu stołecznego (Metropolitano): CA All Boys, Argentinos Juniors, Atlanta Buenos Aires, CA Banfield, Boca Juniors, Chacarita Juniors, CA Colón, Estudiantes La Plata, Ferro Carril Oeste, Gimnasia y Esgrima La Plata, CA Huracán, Independiente, Newell’s Old Boys, CA Platense, CA Argentino de Quilmes, Racing Club de Avellaneda, River Plate, Rosario Central, San Lorenzo de Almagro, San Telmo Buenos Aires, CA Temperley, Unión Santa Fe, CA Vélez Sarsfield.
Do pierwszej ligi mistrzostw Nacional w sezonie 1976 zakwalifikowały się następujące kluby z prowincji: Aldosivi Mar del Plata, Atlético Ledesma Pueblo Ledesma, Atlético Tucumán, Central Norte Salta, Gimnasia y Esgrima Jujuy, Huracán Comodoro Rivadavia, Patria Formosa, San Lorenzo Mar del Plata, San Martín Mendoza, San Martín Tucumán, Talleres Córdoba.
W fazie grupowej 34 uczestników podzielono na 4 grupy – grupy A i B po 8 klubów oraz C i D po 9 klubów. Ponieważ liczba klubów w grupach C i D była nieparzysta, więc zawsze któryś z klubów musiałby pauzować. By tego uniknąć, w każdej z kolejek „wolne kluby” z grup C i D grały ze sobą według schematu: „wolny klub” z grupy C z „wolnym klubem” z grupy D. Ponadto grupy A i B rozegrały dwie dodatkowe kolejki międzygrupowe, w których kluby z grupy A grały z klubami z grupy B.

### Kolejka 1
Grupa A
| Data             | Mecz                                                                        |
| ---------------- | --------------------------------------------------------------------------- |
| 12 września 1976 | Boca Juniors – CA Temperley 1:0 Oviedo                                      |
| 12 września 1976 | Independiente – Gimnasia y Esgrima La Plata 0:1 Nicolau                     |
| 12 września 1976 | Atlético Tucumán – Gimnasia y Esgrima Jujuy 2:2 Villa, J. Díaz – Espeche(2) |
| 12 września 1976 | CA Argentino de Quilmes – Chacarita Juniors 2:1 Milozzi, Salinas – Bordón   |

Grupa B
| Data             | Mecz |
| ---------------- | --- |
| 12 września 1976 | CA Banfield – River Plate 0:0 |
| 12 września 1976 | Estudiantes La Plata – Racing Club de Avellaneda 0:3 Fortunato(2), Roselli                                                       |
| 12 września 1976 | Atlético Ledesma Pueblo Ledesma – San Martín Tucumán 0:0                                                                         |
| 12 września 1976 | Atlanta Buenos Aires – San Telmo Buenos Aires 2:0 Coletti, Contreras mecz rozegrany został na stadionie klubu Ferro Carril Oeste |

Grupa C
| Data             | Mecz |
| ---------------- | --- |
| 12 września 1976 | San Martín Mendoza – CA Huracán 2:2 Miori(2) – Houseman, Saldaña                                                            |
| 12 września 1976 | Rosario Central – Unión Santa Fe 2:1 Potente(2) – Trossero                                                                  |
| 12 września 1976 | CA Vélez Sarsfield – CA All Boys 1:0 Roldán                                                                                 |
| 12 września 1976 | CA Platense – Patria Formosa 4:1 M.A. Juárez(2), Orlando, Ulrich – Argarañaz mecz rozegrany został na stadionie klubu Tigre |

Grupa D
| Data             | Mecz                                                                           |
| ---------------- | ------------------------------------------------------------------------------ |
| 12 września 1976 | San Lorenzo de Almagro – Talleres Córdoba 1:0 Marangoni                        |
| 12 września 1976 | CA Colón – Newell’s Old Boys 1:1 Zimmerman – Montes                            |
| 12 września 1976 | Argentinos Juniors – Ferro Carril Oeste 3:1 Palmaz, C. Alvarez(2) – H. Arregui |
| 12 września 1976 | Central Norte Salta – Huracán Comodoro Rivadavia 0:2 Giantomasi, Britapaja     |

Mecz międzygrupowy C-D
| Data             | Mecz                                                                                        |
| ---------------- | ------------------------------------------------------------------------------------------- |
| 12 września 1976 | Aldosivi Mar del Plata – San Lorenzo Mar del Plata 3:1 Bello Meza, Mústico, M. Díaz – Galay |

### Kolejka 2
Grupa A
| Data             | Mecz                                               |
| ---------------- | -------------------------------------------------- |
| 19 września 1976 | CA Argentino de Quilmes – Boca Juniors 0:1 Ribolzi |
| 19 września 1976 | Chacarita Juniors – Atlético Tucumán 0:0           |
| 19 września 1976 | Gimnasia y Esgrima Jujuy – Independiente 0:0       |
| 19 września 1976 | Gimnasia y Esgrima La Plata – CA Temperley 0:0     |

Grupa B
| Data             | Mecz |
| ---------------- | --- |
| 19 września 1976 | River Plate – San Telmo Buenos Aires 7:1 Passarella, Beltrán(2), Luque, Cocco, Pintos s, P. González – Pisapia |
| 19 września 1976 | San Martín Tucumán – Atlanta Buenos Aires 1:0 Rivadero                                                         |
| 19 września 1976 | Racing Club de Avellaneda – Atlético Ledesma Pueblo Ledesma 1:0 R. Díaz                                        |
| 19 września 1976 | CA Banfield – Estudiantes La Plata 1:1 Cerqueiro – Reguera                                                     |

Grupa C
| Data             | Mecz                                                                             |
| ---------------- | -------------------------------------------------------------------------------- |
| 19 września 1976 | Patria Formosa – Aldosivi Mar del Plata 1:3 Vilasanti – Zugasti, Mústico, Sotelo |
| 19 września 1976 | CA All Boys – CA Platense 1:2 O. Pérez – Orlando, Pavón                          |
| 19 września 1976 | Unión Santa Fe – CA Vélez Sarsfield 1:0 Marchetti                                |
| 19 września 1976 | CA Huracán – Rosario Central 0:0                                                 |

Grupa D
| Data             | Mecz                                                                      |
| ---------------- | ------------------------------------------------------------------------- |
| 19 września 1976 | San Lorenzo Mar del Plata – Central Norte Salta 1:1 Larroquet – Luñiz     |
| 19 września 1976 | Huracán Comodoro Rivadavia – Argentinos Juniors 0:1 J. López              |
| 19 września 1976 | Ferro Carril Oeste – CA Colón 1:1 Eiras – Bon                             |
| 19 września 1976 | Newell’s Old Boys – San Lorenzo de Almagro 2:1 Giusti, Capurro – Olivares |

Mecz międzygrupowy C-D
| Data             | Mecz                                                    |
| ---------------- | ------------------------------------------------------- |
| 19 września 1976 | San Martín Mendoza – Talleres Córdoba 1:1 Trama – Ocaño |

### Kolejka 3
Mecze międzygrupowe A-B
| Data             | Mecz |
| ---------------- | --- |
| 26 września 1976 | Boca Juniors – River Plate 1:1 Mastrángelo – Passarella                                                                             |
| 26 września 1976 | Chacarita Juniors – Atlanta Buenos Aires 1:1 Astudillo – Contreras                                                                  |
| 26 września 1976 | Gimnasia y Esgrima La Plata – Estudiantes La Plata 1:2 Echauri – Milano(2)                                                          |
| 26 września 1976 | CA Temperley – CA Banfield 1:2 Pereyra – Orte, Cerqueiro                                                                            |
| 26 września 1976 | Atlético Ledesma Pueblo Ledesma – Gimnasia y Esgrima Jujuy 2:1 Farías, Pacheco – Tignanelli                                         |
| 26 września 1976 | Racing Club de Avellaneda – Independiente 1:2 Glaria – Arroyo, Astegiano                                                            |
| 26 września 1976 | San Martín Tucumán – Atlético Tucumán 0:2 Zavagno, Sosa                                                                             |
| 26 września 1976 | San Telmo Buenos Aires – CA Argentino de Quilmes 1:1 Espósito – Paruzzo mecz rozegrany został na stadionie klubu Ferro Carril Oeste |

Grupa C
| Data             | Mecz |
| ---------------- | --- |
| 24 września 1976 | CA Platense – Unión Santa Fe 2:0 M.A. Juárez(2) mecz rozegrany został na stadionie klubu Vélez Sarsfield |
| 26 września 1976 | Rosario Central – San Martín Mendoza 1:0 Potente                                                         |
| 26 września 1976 | CA Vélez Sarsfield – CA Huracán 1:3 Roldán – Saldaño(2), Ardiles                                         |
| 26 września 1976 | Aldosivi Mar del Plata – CA All Boys 4:0 Veira, Insaurralde s, Zugasti, Mústico                          |

Grupa D
| Data             | Mecz                                                                               |
| ---------------- | ---------------------------------------------------------------------------------- |
| 26 września 1976 | Talleres Córdoba – Newell’s Old Boys 1:2 Ludueña – Moyano, H. Sánchez              |
| 26 września 1976 | San Lorenzo de Almagro – Ferro Carril Oeste 0:3 O. Gutiérrez(2), Vidal             |
| 26 września 1976 | CA Colón – Huracán Comodoro Rivadavia 0:1 Britapaja                                |
| 26 września 1976 | Argentinos Juniors – San Lorenzo Mar del Plata 3:1 Ovelar(2), J. López – Larroquet |

Mecz międzygrupowy C-D
| Data             | Mecz                                               |
| ---------------- | -------------------------------------------------- |
| 26 września 1976 | Central Norte Salta – Patria Formosa 1:0 Promanzio |

### Kolejka 4
Grupa A
| Data             | Mecz                                                                                                 |
| ---------------- | --- |
| 29 września 1976 | Boca Juniors – Gimnasia y Esgrima La Plata 3:1 Oviedo, Veglio, Felman – Solía                        |
| 29 września 1976 | CA Temperley – Gimnasia y Esgrima Jujuy 2:3 García Sangenis, Valecia – Spadana, D’Andrea, Tignanelli |
| 29 września 1976 | Independiente – Chacarita Juniors 3:1 Bertoni(2), Mosca s – Delgado                                  |
| 29 września 1976 | Atlético Tucumán – CA Argentino de Quilmes 1:2 Sosa – Paruzzo, Gramajo                               |

Grupa B
| Data             | Mecz |
| ---------------- | --- |
| 29 września 1976 | Estudiantes La Plata – River Plate 0:1 Comisso                                                                                |
| 29 września 1976 | Atlético Ledesma Pueblo Ledesma – CA Banfield 1:0 Rubiola                                                                     |
| 29 września 1976 | Atlanta Buenos Aires – Racing Club de Avellaneda 2:0 Avallay, Candau mecz rozegrany został na stadionie klubu Vélez Sarsfield |
| 29 września 1976 | San Telmo Buenos Aires – San Martín Tucumán 1:0 Peremateu s mecz rozegrany został na stadionie klubu Argentinos Juniors       |

Grupa C
| Data             | Mecz                                                                                       |
| ---------------- | ------------------------------------------------------------------------------------------ |
| 29 września 1976 | CA All Boys – Patria Formosa 1:3 Bianco – Núñez, M. Gómez, R. González                     |
| 29 września 1976 | Unión Santa Fe – Aldosivi Mar del Plata 2:0 Trossero, Valdivia                             |
| 29 września 1976 | CA Huracán – CA Platense 1:2 Sanabria – Pavón, Ulrich                                      |
| 29 września 1976 | San Martín Mendoza – CA Vélez Sarsfield 3:3 Tello, Maryllack, Trama – Santillán, Roldán(2) |

Grupa D
| Data             | Mecz                                                                          |
| ---------------- | ----------------------------------------------------------------------------- |
| 29 września 1976 | Central Norte Salta – Argentinos Juniors 2:1 Luñiz, B. Rodríguez – J. López   |
| 29 września 1976 | San Lorenzo Mar del Plata – CA Colón 3:0 Eresuma(2), Miccio                   |
| 29 września 1976 | Huracán Comodoro Rivadavia – San Lorenzo de Almagro 1:1 Zucarelli – Marangoni |
| 29 września 1976 | Ferro Carril Oeste – Talleres Córdoba 3:1 O. Gutiérrez(2), Rocchia – Ludueña  |

Mecz międzygrupowy C-D
| Data             | Mecz                                                          |
| ---------------- | ------------------------------------------------------------- |
| 29 września 1976 | Rosario Central – Newell’s Old Boys 1:1 Pascuttini – Irigoyen |

### Kolejka 5
Grupa A
| Data                | Mecz                                                                     |
| ------------------- | ------------------------------------------------------------------------ |
| 3 października 1976 | Atlético Tucumán – Boca Juniors 1:2 Baigorria – Mastrángelo(2)           |
| 3 października 1976 | CA Argentino de Quilmes – Independiente 3:0 Filardo, Raschia, Gramajo    |
| 3 października 1976 | Chacarita Juniors – CA Temperley 1:2 Grimoldi – Tamagni, García Sangenis |
| 3 października 1976 | Gimnasia y Esgrima Jujuy – Gimnasia y Esgrima La Plata 1:0 Bareiro       |

Grupa B
| Data                | Mecz                                                                                    |
| ------------------- | --------------------------------------------------------------------------------------- |
| 1 października 1976 | River Plate – San Martín Tucumán 2:1 Passarella(2) – J. Sánchez                         |
| 3 października 1976 | Racing Club de Avellaneda – San Telmo Buenos Aires 1:1 Fortunato – Pisapia              |
| 3 października 1976 | CA Banfield – Atlanta Buenos Aires 5:1 P. Gómez, Orte(2), Sacconi, Pitarch – Antoniutti |
| 3 października 1976 | Estudiantes La Plata – Atlético Ledesma Pueblo Ledesma 2:0 Letanú, Cabezas              |

Grupa C
| Data                | Mecz |
| ------------------- | --- |
| 3 października 1976 | CA Vélez Sarsfield – Rosario Central 1:1 Roldán – Agüero                                                                    |
| 3 października 1976 | CA Platense – San Martín Mendoza 1:2 Morelli – Molina, O. Gómez mecz rozegrany został na stadionie klubu Ferro Carril Oeste |
| 3 października 1976 | Aldosivi Mar del Plata – CA Huracán 0:3 Saldaño(3)                                                                          |
| 3 października 1976 | Patria Formosa – Unión Santa Fe 1:1 R. Argarañaz – Marchetti                                                                |

Grupa D
| Data                | Mecz |
| ------------------- | --- |
| 3 października 1976 | Newell’s Old Boys – Ferro Carril Oeste 2:0 Montes, Moyano                                                         |
| 3 października 1976 | Talleres Córdoba – Huracán Comodoro Rivadavia 2:1 Valencia, Cherini – Alí                                         |
| 3 października 1976 | San Lorenzo de Almagro – San Lorenzo Mar del Plata 5:2 Olguín, Maletti, Laclau, Villarreal, Olivares – Eresuma(2) |
| 3 października 1976 | CA Colón – Central Norte Salta 2:1 A. Sánchez, Vega – B. Rodríguez                                                |

Mecz międzygrupowy C-D
| Data                | Mecz                                                               |
| ------------------- | ------------------------------------------------------------------ |
| 3 października 1976 | Argentinos Juniors – CA All Boys 3:0 Di Donato, C. Alvarez, Ovelar |

### Kolejka 6
Grupa A
| Data                 | Mecz |
| -------------------- | --- |
| 8 października 1976  | Boca Juniors – Gimnasia y Esgrima Jujuy 3:1 Mastrángelo, Ribolzi(2) – Ribolzi s                                       |
| 10 października 1976 | Gimnasia y Esgrima La Plata – Chacarita Juniors 2:1 Franco, Coronel – Mansilla                                        |
| 10 października 1976 | CA Temperley – CA Argentino de Quilmes 1:2 Verón – Filardo, Reynoso mecz rozegrany został na stadionie klubu Banfield |
| 10 października 1976 | Independiente – Atlético Tucumán 1:1 Bertoni – Sosa                                                                   |

Grupa B
| Data                 | Mecz |
| -------------------- | --- |
| 10 października 1976 | Atlético Ledesma Pueblo Ledesma – River Plate 0:3 Sabella, J.J. López, Passarella                                             |
| 10 października 1976 | Atlanta Buenos Aires – Estudiantes La Plata 1:1 Carballo – Frassoldati mecz rozegrany został na stadionie klubu All Boys      |
| 10 października 1976 | San Telmo Buenos Aires – CA Banfield 1:3 Cloquel – Corvo(2), Orte mecz rozegrany został na stadionie klubu Ferro Carril Oeste |
| 10 października 1976 | San Martín Tucumán – Racing Club de Avellaneda 0:1 Roselli                                                                    |

Grupa C
| Data                 | Mecz                                                                      |
| -------------------- | ------------------------------------------------------------------------- |
| 10 października 1976 | Unión Santa Fe – CA All Boys 0:0                                          |
| 10 października 1976 | CA Huracán – Patria Formosa 4:1 Ardiles(2), R. López s, Leone – Vilasanti |
| 10 października 1976 | San Martín Mendoza – Aldosivi Mar del Plata 0:1 Zugasti                   |
| 10 października 1976 | Rosario Central – CA Platense 3:1 Benito, Aimar, Palavecino – M.A. Juárez |

Grupa D
| Data                 | Mecz                                                                                |
| -------------------- | ----------------------------------------------------------------------------------- |
| 10 października 1976 | Argentinos Juniors – CA Colón 0:1 Mazo                                              |
| 10 października 1976 | Central Norte Salta – San Lorenzo de Almagro 1:1 B. Rodríguez – Olivares            |
| 10 października 1976 | San Lorenzo Mar del Plata – Talleres Córdoba 1:3 Eresuma – Alderete, Bravo, Ludueña |
| 10 października 1976 | Huracán Comodoro Rivadavia – Newell’s Old Boys 1:0 Di Meola                         |

Mecz międzygrupowy C-D
| Data                 | Mecz                                                                 |
| -------------------- | -------------------------------------------------------------------- |
| 10 października 1976 | CA Vélez Sarsfield – Ferro Carril Oeste 1:2 Roldán – Oca, H. Arregui |

### Kolejka 7
Grupa A
| Data                 | Mecz                                                                                   |
| -------------------- | -------------------------------------------------------------------------------------- |
| 17 października 1976 | Independiente – Boca Juniors 2:1 Rojas, Bertoni – Márquez                              |
| 17 października 1976 | Atlético Tucumán – CA Temperley 3:2 Sosa, N. Gómez, J. Díaz – Pereyra, García Sangenis |
| 17 października 1976 | CA Argentino de Quilmes – Gimnasia y Esgrima La Plata 0:0                              |
| 17 października 1976 | Chacarita Juniors – Gimnasia y Esgrima Jujuy 2:1 Mansilla, Delgado – Spadano           |

Grupa B
| Data                 | Mecz                                                                                                  |
| -------------------- | --- |
| 17 października 1976 | River Plate – Racing Club de Avellaneda 4:2 J.J. López, Passarella, Sabella, Luque – J.C. Cárdenas(2) |
| 17 października 1976 | CA Banfield – San Martín Tucumán 1:1 Schroh – Avanzi                                                  |
| 17 października 1976 | Estudiantes La Plata – San Telmo Buenos Aires 2:1 Letanú(2) – Cloquel                                 |
| 17 października 1976 | Atlético Ledesma Pueblo Ledesma – Atlanta Buenos Aires 1:0 Coletti s                                  |

Grupa C
| Data                 | Mecz                                                                                  |
| -------------------- | ------------------------------------------------------------------------------------- |
| 17 października 1976 | CA Platense – CA Vélez Sarsfield 0:0 mecz rozegrany został na stadionie klubu Atlanta |
| 17 października 1976 | Aldosivi Mar del Plata – Rosario Central 1:1 Bello Meza – Agüero                      |
| 17 października 1976 | Patria Formosa – San Martín Mendoza 1:3 R. González – Monárdez, Tello, Miori          |
| 17 października 1976 | CA All Boys – CA Huracán 0:2 Houseman, Saldaño                                        |

Grupa D
| Data                 | Mecz                                                                                |
| -------------------- | ----------------------------------------------------------------------------------- |
| 17 października 1976 | Ferro Carril Oeste – Huracán Comodoro Rivadavia 1:0 Zucarelli s                     |
| 17 października 1976 | Newell’s Old Boys – San Lorenzo Mar del Plata 3:1 Montes(2), Rocha – Eresuma        |
| 17 października 1976 | Talleres Córdoba – Central Norte Salta 3:1 Ludueña, Bocanelli, Bravo – B. Rodríguez |
| 17 października 1976 | San Lorenzo de Almagro – Argentinos Juniors 0:0                                     |

Mecz międzygrupowy C-D
| Data                 | Mecz                                                                  |
| -------------------- | --------------------------------------------------------------------- |
| 17 października 1976 | CA Colón – Unión Santa Fe 2:2 A. Sánchez, Aricó – Casaccio, Marchetti |

### Kolejka 8
Grupa A
| Data                 | Mecz |
| -------------------- | --- |
| 24 października 1976 | Boca Juniors – Chacarita Juniors 2:1 Tesare, Mastrángelo – Mansilla                                          |
| 24 października 1976 | Gimnasia y Esgrima Jujuy – CA Argentino de Quilmes 1:1 Espeche – Apariente                                   |
| 24 października 1976 | Gimnasia y Esgrima La Plata – Atlético Tucumán 0:2 Villa(2)                                                  |
| 24 października 1976 | CA Temperley – Independiente 1:2 Verón – Bertoni, Trossero mecz rozegrany został na stadionie klubu Banfield |

Grupa B
| Data                 | Mecz |
| -------------------- | --- |
| 24 października 1976 | Atlanta Buenos Aires – River Plate 1:1 Carrió – J.J. López                                                                               |
| 24 października 1976 | San Telmo Buenos Aires – Atlético Ledesma Pueblo Ledesma 0:2 Juárez, Rubiola mecz rozegrany został na stadionie klubu Argentinos Juniors |
| 24 października 1976 | San Martín Tucumán – Estudiantes La Plata 1:1 J. Sánchez – Letanú                                                                        |
| 24 października 1976 | Racing Club de Avellaneda – CA Banfield 3:3 Cordero(2), Marangoni – P. Gómez, M. González, Sacconi                                       |

Grupa C
| Data                 | Mecz                                                                                            |
| -------------------- | ----------------------------------------------------------------------------------------------- |
| 20 października 1976 | CA Huracán – Unión Santa Fe 1:3 Ardiles – Marchetti, Trossero, Casaccio                         |
| 20 października 1976 | San Martín Mendoza – CA All Boys 1:0 Monárdez                                                   |
| 20 października 1976 | Rosario Central – Patria Formosa 1:1 J. García – Vilasanti                                      |
| 20 października 1976 | CA Vélez Sarsfield – Aldosivi Mar del Plata 4:1 Roldán, A. Rodríguez, Meglio, Luna – Barreiro s |

Grupa D
| Data                 | Mecz |
| -------------------- | --- |
| 20 października 1976 | CA Colón – San Lorenzo de Almagro 1:0 Aricó                                                                           |
| 20 października 1976 | Argentinos Juniors – Talleres Córdoba 0:1 Ludueña                                                                     |
| 20 października 1976 | Central Norte Salta – Newell’s Old Boys 2:1 Confesor(2) – Moyano                                                      |
| 20 października 1976 | San Lorenzo Mar del Plata – Ferro Carril Oeste 3:3 Mascareño, Galay, R. Domínguez s – Papandrea, R. Domínguez, Parisi |

Mecz międzygrupowy C-D
| Data                 | Mecz |
| -------------------- | --- |
| 20 października 1976 | CA Platense – Huracán Comodoro Rivadavia 2:1 M.A. Juárez, Pavón – Peralta mecz rozegrany został na stadionie klubu Atlanta |

### Kolejka 9
Grupa A
| Data                 | Mecz |
| -------------------- | --- |
| 31 października 1976 | CA Temperley – Boca Juniors 0:5 Tesare, Felman(3), Benítez mecz rozegrany został na stadionie klubu Vélez Sarsfield |
| 31 października 1976 | Gimnasia y Esgrima La Plata – Independiente 1:3 Solía – Rojas(2), Astegiano                                         |
| 31 października 1976 | Gimnasia y Esgrima Jujuy – Atlético Tucumán 1:0 Espeche                                                             |
| 31 października 1976 | Chacarita Juniors – CA Argentino de Quilmes 0:2 Paruzzo(2)                                                          |

Grupa B
| Data                 | Mecz |
| -------------------- | --- |
| 31 października 1976 | River Plate – CA Banfield 1:3 Comisso – M. González(2), Orte                                                                             |
| 31 października 1976 | Racing Club de Avellaneda – Estudiantes La Plata 0:4 Del Curto, Santecchia, Letanú, Pagnanini                                            |
| 31 października 1976 | San Martín Tucumán – Atlético Ledesma Pueblo Ledesma 0:1 Giusti                                                                          |
| 31 października 1976 | San Telmo Buenos Aires – Atlanta Buenos Aires 1:3 Ayala – Ramos(2), Carballo mecz rozegrany został na stadionie klubu Argentinos Juniors |

Grupa C
| Data                 | Mecz                                                      |
| -------------------- | --------------------------------------------------------- |
| 24 października 1976 | Aldosivi Mar del Plata – CA Platense 1:1 Zugasti – Pavón  |
| 24 października 1976 | Patria Formosa – CA Vélez Sarsfield 0:0                   |
| 24 października 1976 | CA All Boys – Rosario Central 2:1 Krabler(2) – Palavecino |
| 24 października 1976 | Unión Santa Fe – San Martín Mendoza 4:0 Trossero(4)       |

Grupa D
| Data                 | Mecz                                                                                   |
| -------------------- | -------------------------------------------------------------------------------------- |
| 24 października 1976 | Huracán Comodoro Rivadavia – San Lorenzo Mar del Plata 1:0 Britapaja                   |
| 24 października 1976 | Ferro Carril Oeste – Central Norte Salta 1:1 O. Gutiérrez – Confesor                   |
| 24 października 1976 | Newell’s Old Boys – Argentinos Juniors 4:2 Moyano, Rocha(2), Irigoyen – Hallar, Ovelar |
| 24 października 1976 | Talleres Córdoba – CA Colón 2:0 Ludueña, Bravo                                         |

Mecz międzygrupowy C-D
| Data                 | Mecz                                                                        |
| -------------------- | --------------------------------------------------------------------------- |
| 24 października 1976 | San Lorenzo de Almagro de Almagro – CA Huracán 1:2 Olguín – Houseman, Leone |

### Kolejka 10
Grupa A
| Data             | Mecz                                                                    |
| ---------------- | ----------------------------------------------------------------------- |
| 7 listopada 1976 | Boca Juniors – CA Argentino de Quilmes 0:1 Rando                        |
| 7 listopada 1976 | Atlético Tucumán – Chacarita Juniors 3:1 Villafañe, Villa(2) – Salinas  |
| 7 listopada 1976 | Independiente – Gimnasia y Esgrima Jujuy 2:1 Bertoni, Pavoni – Barreiro |
| 7 listopada 1976 | CA Temperley – Gimnasia y Esgrima La Plata 2:0 Valencia, Donaires       |

Grupa B
| Data             | Mecz |
| ---------------- | --- |
| 7 listopada 1976 | San Telmo Buenos Aires – River Plate 2:5 Balbi(2) – Luque, Passarella(2), Beltrán, Comisso mecz rozegrany został na stadionie klubu Ferro Carril Oeste |
| 7 listopada 1976 | Atlanta Buenos Aires – San Martín Tucumán 4:1 Candau, Ramos(2), Soria – Abdala s                                                                       |
| 7 listopada 1976 | Atlético Ledesma Pueblo Ledesma – Racing Club de Avellaneda 1:3 Britez – Marangoni, Ruiz s, Cordero                                                    |
| 7 listopada 1976 | Estudiantes La Plata – CA Banfield 2:1 Letanú, Gottardi – M. González                                                                                  |

Grupa C
| Data                 | Mecz                                                               |
| -------------------- | ------------------------------------------------------------------ |
| 31 października 1976 | CA Huracán – San Martín Mendoza 0:0                                |
| 31 października 1976 | Unión Santa Fe – Rosario Central 1:1 Marchetti – Andreuchi         |
| 31 października 1976 | CA All Boys – CA Vélez Sarsfield 0:0                               |
| 31 października 1976 | Patria Formosa – CA Platense 5:0 Romero(3), O. Sánchez, C. Sánchez |

Grupa D
| Data                 | Mecz                                                                                          |
| -------------------- | --------------------------------------------------------------------------------------------- |
| 31 października 1976 | Talleres Córdoba – San Lorenzo de Almagro 3:2 Alderete, Bravo, Valencia – Olguín, Astudillo s |
| 31 października 1976 | Newell’s Old Boys – CA Colón 1:1 Rocha – A. Sánchez                                           |
| 31 października 1976 | Ferro Carril Oeste – Argentinos Juniors 3:0 Vidal(3)                                          |
| 31 października 1976 | Huracán Comodoro Rivadavia – Central Norte Salta 0:0                                          |

Mecz międzygrupowy C-D
| Data                 | Mecz                                                                   |
| -------------------- | ---------------------------------------------------------------------- |
| 31 października 1976 | San Lorenzo Mar del Plata – Aldosivi Mar del Plata 1:1 Miccio – Zabala |

### Kolejka 11
Mecze międzygrupowe A-B
| Data              | Mecz                                                                                 |
| ----------------- | ------------------------------------------------------------------------------------ |
| 14 listopada 1976 | River Plate – Boca Juniors 0:2 Mastrángelo, Felman                                   |
| 14 listopada 1976 | Atlanta Buenos Aires – Chacarita Juniors 1:1 Carballo – Astudillo                    |
| 14 listopada 1976 | Estudiantes La Plata – Gimnasia y Esgrima La Plata 0:1 Montagnoli                    |
| 14 listopada 1976 | CA Banfield – CA Temperley 2:0 Sacconi, P. Gómez                                     |
| 14 listopada 1976 | Gimnasia y Esgrima Jujuy – Atlético Ledesma Pueblo Ledesma 1:0 Spadano               |
| 14 listopada 1976 | Independiente – Racing Club de Avellaneda 1:1 Astegiano – Marangoni                  |
| 14 listopada 1976 | Atlético Tucumán – San Martín Tucumán 1:0 Zavagno mecz przerwany został w 37 minucie |
| 14 listopada 1976 | CA Argentino de Quilmes – San Telmo Buenos Aires 2:0 Paruzzo, Apariente              |

Grupa C
| Data             | Mecz                                                                           |
| ---------------- | ------------------------------------------------------------------------------ |
| 7 listopada 1976 | Aldosivi Mar del Plata – Patria Formosa 2:0 O. Alvarez, Zavala                 |
| 7 listopada 1976 | CA Platense – CA All Boys 0:0 mecz rozegrany został na stadionie klubu Atlanta |
| 7 listopada 1976 | CA Vélez Sarsfield – Unión Santa Fe 2:2 A. Rodríguez(2) – Trossero, Mazzoni    |
| 7 listopada 1976 | Rosario Central – CA Huracán 0:0                                               |

Grupa D
| Data             | Mecz                                                                               |
| ---------------- | ---------------------------------------------------------------------------------- |
| 7 listopada 1976 | Central Norte Salta – San Lorenzo Mar del Plata 2:1 Confesor, Aquino o/g – Eresuma |
| 7 listopada 1976 | Argentinos Juniors – Huracán Comodoro Rivadavia 2:0 C. Alvarez(2)                  |
| 7 listopada 1976 | CA Colón – Ferro Carril Oeste 0:2 O. Gutiérrez, H. Arregui                         |
| 7 listopada 1976 | San Lorenzo de Almagro – Newell’s Old Boys 0:3 Rocha(3)                            |

Mecz międzygrupowy C-D
| Data             | Mecz                                                                       |
| ---------------- | -------------------------------------------------------------------------- |
| 7 listopada 1976 | Talleres Córdoba – San Martín Mendoza 3:1 Valencia, Ludueña, Bravo – Trama |

### Kolejka 12
Grupa A
| Data              | Mecz                                                                                 |
| ----------------- | ------------------------------------------------------------------------------------ |
| 21 listopada 1976 | Gimnasia y Esgrima La Plata – Boca Juniors 0:0                                       |
| 21 listopada 1976 | Gimnasia y Esgrima Jujuy – CA Temperley 3:1 Bareiro(2), Tignanelli – García Sangenis |
| 21 listopada 1976 | Chacarita Juniors – Independiente 1:1 Salinas – Astegiano                            |
| 21 listopada 1976 | CA Argentino de Quilmes – Atlético Tucumán 2:1 Filardo, O. Gómez – J. Díaz           |

Grupa B
| Data              | Mecz                                                                                         |
| ----------------- | -------------------------------------------------------------------------------------------- |
| 21 listopada 1976 | River Plate – Estudiantes La Plata 0:0                                                       |
| 21 listopada 1976 | CA Banfield – Atlético Ledesma Pueblo Ledesma 2:1 Cerqueiro(2) – Lazbal                      |
| 21 listopada 1976 | Racing Club de Avellaneda – Atlanta Buenos Aires 3:2 Márquez(2), Cordero – Candau(2)         |
| 21 listopada 1976 | San Martín Tucumán – San Telmo Buenos Aires 5:1 Comisso, Roldán(2), Calderón, Coria – Pintos |

Grupa C
| Data              | Mecz                                                                        |
| ----------------- | --------------------------------------------------------------------------- |
| 14 listopada 1976 | San Martín Mendoza – Rosario Central 1:3 Trama – Agonil, Palavecino, Solari |
| 14 listopada 1976 | CA Huracán – CA Vélez Sarsfield 2:0 Houseman, Cabrera                       |
| 14 listopada 1976 | Unión Santa Fe – CA Platense 3:0 Trossero, Mazzoni, Marchetti               |
| 14 listopada 1976 | CA All Boys – Aldosivi Mar del Plata 2:0 Nieto(2)                           |

Grupa D
| Data              | Mecz                                                                                            |
| ----------------- | ----------------------------------------------------------------------------------------------- |
| 14 listopada 1976 | Newell’s Old Boys – Talleres Córdoba 0:2 Lucco, Ludueña                                         |
| 14 listopada 1976 | Ferro Carril Oeste – San Lorenzo de Almagro 2:2 H. Arregui(2) – A. Rodríguez(2)                 |
| 14 listopada 1976 | Huracán Comodoro Rivadavia – CA Colón 2:1 Giantomasi, Britapaja – Aricó                         |
| 14 listopada 1976 | San Lorenzo Mar del Plata – Argentinos Juniors 2:5 Eresuma, Miccio – Maradona(2), C. Alvarez(3) |

Mecz międzygrupowy C-D
| Data              | Mecz                                                         |
| ----------------- | ------------------------------------------------------------ |
| 14 listopada 1976 | Patria Formosa – Central Norte Salta 1:1 Vilasanti – Ignacio |

### Kolejka 13
Grupa A
| Data           | Mecz                                                                                              |
| -------------- | ------------------------------------------------------------------------------------------------- |
| 1 grudnia 1976 | Boca Juniors – Atlético Tucumán 0:1 Vidal                                                         |
| 1 grudnia 1976 | Independiente – CA Argentino de Quilmes 4:1 Astegiano(2), Rojas, Britez – Filardo                 |
| 1 grudnia 1976 | CA Temperley – Chacarita Juniors 2:3 García Sangenis, Valencia – Mansilla, Astudillo, Bordón      |
| 1 grudnia 1976 | Gimnasia y Esgrima La Plata – Gimnasia y Esgrima Jujuy 3:1 Tutino, Fornari, Di Bastiano – Spadano |

Grupa B
| Data           | Mecz |
| -------------- | --- |
| 1 grudnia 1976 | San Martín Tucumán – River Plate 1:2 Calderón – Sabella, Luque                                                                                           |
| 1 grudnia 1976 | San Telmo Buenos Aires – Racing Club de Avellaneda 2:3 Ayala, Patti – Cordero(2), Olarticoechea mecz rozegrany został na stadionie klubu Vélez Sarsfield |
| 1 grudnia 1976 | Atlanta Buenos Aires – CA Banfield 2:0 Franceschini, Carrió                                                                                              |
| 1 grudnia 1976 | Atlético Ledesma Pueblo Ledesma – Estudiantes La Plata 1:1 Kohli – Letanú                                                                                |

Grupa C
| Data              | Mecz                                                                                            |
| ----------------- | ----------------------------------------------------------------------------------------------- |
| 21 listopada 1976 | Patria Formosa – CA All Boys 2:1 O. Argarañaz, C. Sánchez – Scigliano                           |
| 21 listopada 1976 | Aldosivi Mar del Plata – Unión Santa Fe 1:4 Bello Meza – Marchetti, Moreno, Trossero, Ortega    |
| 21 listopada 1976 | CA Platense – CA Huracán 0:2 Larrosa, Houseman mecz rozegrany został na stadionie klubu Atlanta |
| 21 listopada 1976 | CA Vélez Sarsfield – San Martín Mendoza 2:5 Roldán(2) – O. Gómez, Miori(2), Trama, Monárdez     |

Grupa D
| Data              | Mecz |
| ----------------- | --- |
| 21 listopada 1976 | Argentinos Juniors – Central Norte Salta 3:0 Giordano, Di Donato, C. Alvarez                                         |
| 21 listopada 1976 | CA Colón – San Lorenzo Mar del Plata 2:0 Mazo, Aricó                                                                 |
| 21 listopada 1976 | San Lorenzo de Almagro – Huracán Comodoro Rivadavia 5:1 A. Rodríguez, Mendoza, Villar, Marangoni, Rizzi – Giantomasi |
| 21 listopada 1976 | Talleres Córdoba – Ferro Carril Oeste 3:1 Ludueña, Valencia, Carlomagno – O. Gutiérrez                               |

Mecz międzygrupowy C-D
| Data              | Mecz                                                  |
| ----------------- | ----------------------------------------------------- |
| 21 listopada 1976 | Newell’s Old Boys – Rosario Central 2:0 Rocha, Moyano |

### Kolejka 14
Grupa A
| Data           | Mecz                                                                                          |
| -------------- | --------------------------------------------------------------------------------------------- |
| 5 grudnia 1976 | Gimnasia y Esgrima Jujuy – Boca Juniors 0:0                                                   |
| 5 grudnia 1976 | Chacarita Juniors – Gimnasia y Esgrima La Plata 2:3 Vega, Bordón – Borgna, Tutino, Montagnoli |
| 5 grudnia 1976 | CA Argentino de Quilmes – CA Temperley 0:0                                                    |
| 5 grudnia 1976 | Atlético Tucumán – Independiente 1:2 Alderete – Bertoni, Astegiano                            |

Grupa B
| Data           | Mecz                                                                               |
| -------------- | ---------------------------------------------------------------------------------- |
| 5 grudnia 1976 | River Plate – Atlético Ledesma Pueblo Ledesma 1:0 Passarella                       |
| 5 grudnia 1976 | Estudiantes La Plata – Atlanta Buenos Aires 3:1 C. López, Milano, Letanú – Avallay |
| 5 grudnia 1976 | CA Banfield – San Telmo Buenos Aires 3:1 Corvo, Pitarch, M. González – Ayala       |
| 5 grudnia 1976 | Racing Club de Avellaneda – San Martín Tucumán 3:0 Cordero, Márquez, Fortunato     |

Grupa C
| Data              | Mecz                                                                            |
| ----------------- | ------------------------------------------------------------------------------- |
| 24 listopada 1976 | Rosario Central – CA Vélez Sarsfield 1:0 Benito                                 |
| 24 listopada 1976 | San Martín Mendoza – CA Platense 1:1 O. Gómez – Ulrich                          |
| 24 listopada 1976 | CA Huracán – Aldosivi Mar del Plata 4:1 Cabrera, Pelayes, Verón, Ríos – Mústico |
| 24 listopada 1976 | Unión Santa Fe – Patria Formosa 4:1 Marchetti(3), Bottaniz – G. Argarañaz       |

Grupa D
| Data              | Mecz                                                                                   |
| ----------------- | -------------------------------------------------------------------------------------- |
| 24 listopada 1976 | Ferro Carril Oeste – Newell’s Old Boys 1:1 Rocchia – Robles                            |
| 24 listopada 1976 | Huracán Comodoro Rivadavia – Talleres Córdoba 1:1 Alí – Alderete                       |
| 24 listopada 1976 | San Lorenzo Mar del Plata – San Lorenzo de Almagro 2:1 Galay, Mascareño – A. Rodríguez |
| 24 listopada 1976 | Central Norte Salta – CA Colón 2:0 Luñiz, Armani                                       |

Mecz międzygrupowy C-D
| Data              | Mecz                                                            |
| ----------------- | --------------------------------------------------------------- |
| 24 listopada 1976 | CA All Boys – Argentinos Juniors 4:1 Peracca(3), Nieto – Fusani |

### Kolejka 15
Grupa A
| Data           | Mecz                                                                       |
| -------------- | -------------------------------------------------------------------------- |
| 8 grudnia 1976 | Boca Juniors – Independiente 1:0 Ribolzi                                   |
| 8 grudnia 1976 | CA Temperley – Atlético Tucumán 2:0 Valencia, Donaires                     |
| 8 grudnia 1976 | Gimnasia y Esgrima La Plata – CA Argentino de Quilmes 1:1 Borgna – Filardo |
| 8 grudnia 1976 | Gimnasia y Esgrima Jujuy – Chacarita Juniors 0:0                           |

Grupa B
| Data           | Mecz |
| -------------- | --- |
| 8 grudnia 1976 | Racing Club de Avellaneda – River Plate 0:1 Mas                                                                                          |
| 8 grudnia 1976 | San Martín Tucumán – CA Banfield 1:5 Calderón – M. González(2), Orte, Cerqueiro(2)                                                       |
| 8 grudnia 1976 | San Telmo Buenos Aires – Estudiantes La Plata 1:2 Pisapia – Milano, Gottardi mecz rozegrany został na stadionie klubu Argentinos Juniors |
| 8 grudnia 1976 | Atlanta Buenos Aires – Atlético Ledesma Pueblo Ledesma 2:2 Carrió, Avallay – Augier, Bedogni                                             |

Grupa C
| Data           | Mecz |
| -------------- | --- |
| 1 grudnia 1976 | CA All Boys – Unión Santa Fe 1:2 O. Pérez – Moreno, Marchetti                                                                  |
| 1 grudnia 1976 | Patria Formosa – CA Huracán 2:5 G. Argarañaz(2) – Cabrera(4), Larrosa                                                          |
| 1 grudnia 1976 | Aldosivi Mar del Plata – San Martín Mendoza 2:5 Altamirano, Zugasti – Ruiz s, Tello, Miori(2), Trama                           |
| 1 grudnia 1976 | CA Platense – Rosario Central 2:3 Ulrich(2) – Killer, Rogel, Benito mecz rozegrany został na stadionie klubu Chacarita Juniors |

Grupa D
| Data           | Mecz |
| -------------- | --- |
| 1 grudnia 1976 | CA Colón – Argentinos Juniors 0:0                                                                                   |
| 1 grudnia 1976 | San Lorenzo de Almagro – Central Norte Salta 1:0 A. Rodríguez                                                       |
| 1 grudnia 1976 | Talleres Córdoba – San Lorenzo Mar del Plata 5:0 Ludueña(2), Alderete, Bravo(2)                                     |
| 1 grudnia 1976 | Newell’s Old Boys – Huracán Comodoro Rivadavia 5:2 Berta, Gallego, Moyano, Sperandío, Montes – Britapaja, Zucarelli |

Mecz międzygrupowy C-D
| Data           | Mecz                                                |
| -------------- | --------------------------------------------------- |
| 1 grudnia 1976 | Ferro Carril Oeste – CA Vélez Sarsfield 1:0 Rocchia |

### Kolejka 16
Grupa A
| Data            | Mecz                                                           |
| --------------- | -------------------------------------------------------------- |
| 12 grudnia 1976 | Chacarita Juniors – Boca Juniors 1:2 Felman s – Taverna(2)     |
| 12 grudnia 1976 | CA Argentino de Quilmes – Gimnasia y Esgrima Jujuy 1:0 Filardo |
| 12 grudnia 1976 | Atlético Tucumán – Gimnasia y Esgrima La Plata 2:0 Sosa(2)     |
| 12 grudnia 1976 | Independiente – CA Temperley 1:1 Bertoni – Valencia            |

Grupa B
| Data            | Mecz                                                                                                  |
| --------------- | --- |
| 12 grudnia 1976 | River Plate – Atlanta Buenos Aires 2:0 Luque, Mas                                                     |
| 12 grudnia 1976 | Atlético Ledesma Pueblo Ledesma – San Telmo Buenos Aires 5:1 Rubiola(2), Bedogni(2), Augier – Cloquel |
| 12 grudnia 1976 | Estudiantes La Plata – San Martín Tucumán 2:0 Gottardi, Letanú                                        |
| 12 grudnia 1976 | CA Banfield – Racing Club de Avellaneda 2:1 Orte, Cárdenas s – Márquez                                |

Grupa C
| Data           | Mecz                                                                                        |
| -------------- | ------------------------------------------------------------------------------------------- |
| 5 grudnia 1976 | CA Vélez Sarsfield – CA Platense 2:0 Castro, Roldán                                         |
| 5 grudnia 1976 | Rosario Central – Aldosivi Mar del Plata 3:2 Rogel, D. Killer, Palavecino – Zugasti, Sotelo |
| 5 grudnia 1976 | San Martín Mendoza – Patria Formosa 2:1 Miori, Trama – R.Sánchez                            |
| 5 grudnia 1976 | CA Huracán – CA All Boys 2:1 Saldaño(2) – Morandini                                         |

Grupa D
| Data           | Mecz                                                                                |
| -------------- | ----------------------------------------------------------------------------------- |
| 5 grudnia 1976 | Huracán Comodoro Rivadavia – Ferro Carril Oeste 0:2 Vidal(2)                        |
| 5 grudnia 1976 | San Lorenzo Mar del Plata – Newell’s Old Boys 1:3 Eresuma – Gallego, Robles, giusti |
| 5 grudnia 1976 | Central Norte Salta – Talleres Córdoba 1:1 Cardozo – Bravo                          |
| 5 grudnia 1976 | Argentinos Juniors – San Lorenzo de Almagro 1:1 Giordano – Olivares                 |

Mecz międzygrupowy C-D
| Data           | Mecz                                   |
| -------------- | -------------------------------------- |
| 5 grudnia 1976 | Unión Santa Fe – CA Colón 1:0 Trossero |

### Kolejka 17
Grupa C
| Data            | Mecz                                            |
| --------------- | ----------------------------------------------- |
| 12 grudnia 1976 | Unión Santa Fe – CA Huracán 0:1 Houseman        |
| 12 grudnia 1976 | CA All Boys – San Martín Mendoza 1:0 Scigliano  |
| 12 grudnia 1976 | Patria Formosa – Rosario Central 1:0 Rojas      |
| 12 grudnia 1976 | Aldosivi Mar del Plata – CA Vélez Sarsfield 0:0 |

Grupa D
| Data            | Mecz |
| --------------- | --- |
| 12 grudnia 1976 | San Lorenzo de Almagro – CA Colón 0:0 |
| 12 grudnia 1976 | Talleres Córdoba – Argentinos Juniors 5:0 Ludueña, Bravo, Oviedo, Cabrera, Alderete                                                                |
| 12 grudnia 1976 | Newell’s Old Boys – Central Norte Salta 5:1 Montes(2), Giusti, Robles, Moyano – Luñiz                                                              |
| 12 grudnia 1976 | Ferro Carril Oeste – San Lorenzo Mar del Plata 10:3 Rocchia(2), Franco, H. Arregui(2), Eiras, Vidal(2), Parisi, C. Arregui – Eresuma(2), Mascareño |

Mecz międzygrupowy C-D
| Data            | Mecz                                                                        |
| --------------- | --------------------------------------------------------------------------- |
| 12 grudnia 1976 | Huracán Comodoro Rivadavia – CA Platense 4:0 Zucarelli, Britapaja(2), Lanza |

### Kolejka 18
Grupa C
| Data            | Mecz |
| --------------- | --- |
| 14 grudnia 1976 | CA Platense – Aldosivi Mar del Plata 1:2 O. Pérez – Zugasti, Sotelo mecz rozegrany został na stadionie klubu Chacarita Juniors |
| 14 grudnia 1976 | CA Vélez Sarsfield – Patria Formosa 4:2 A. Rodríguez(2), Roldán, Asad – Farías, Vilasanti                                      |
| 14 grudnia 1976 | Rosario Central – CA All Boys 2:2 Aimar, Killer – Morandini, Picabea                                                           |
| 14 grudnia 1976 | San Martín Mendoza – Unión Santa Fe 0:1 Marchetti                                                                              |

Grupa D
| Data            | Mecz                                                                              |
| --------------- | --------------------------------------------------------------------------------- |
| 14 grudnia 1976 | San Lorenzo Mar del Plata – Huracán Comodoro Rivadavia 1:2 Eresuma – Britapaja(2) |
| 14 grudnia 1976 | Central Norte Salta – Ferro Carril Oeste 0:1 Parisi                               |
| 14 grudnia 1976 | Argentinos Juniors – Newell’s Old Boys 1:2 Méndez – Moyano, Montes                |
| 14 grudnia 1976 | CA Colón – Talleres Córdoba 1:1 Di Meola – Cherini                                |

Mecz międzygrupowy C-D
| Data            | Mecz                                                         |
| --------------- | ------------------------------------------------------------ |
| 14 grudnia 1976 | CA Huracán – San Lorenzo de Almagro 2:1 Cabrera, Cano – Uzin |

### Tabele
| Poz. | Klub                        | Mecze | Zw | Rem | Por | Pkt | BrZd | BrStr |
| ---- | --------------------------- | ----- | -- | --- | --- | --- | ---- | ----- |
| 1    | Boca Juniors                | 16    | 10 | 3   | 3   | 23  | 24   | 10    |
| 2    | CA Argentino de Quilmes     | 16    | 9  | 5   | 2   | 23  | 21   | 12    |
| 3    | Independiente               | 16    | 8  | 5   | 3   | 21  | 24   | 17    |
| 4    | Atlético Tucumán            | 16    | 7  | 3   | 6   | 17  | 21   | 17    |
| 5    | Gimnasia y Esgrima Jujuy    | 16    | 5  | 5   | 6   | 15  | 17   | 19    |
| 6    | Gimnasia y Esgrima La Plata | 16    | 5  | 4   | 7   | 14  | 14   | 20    |
| 7    | Chacarita Juniors           | 16    | 2  | 5   | 9   | 9   | 17   | 27    |
| 8    | CA Temperley                | 16    | 3  | 3   | 10  | 9   | 17   | 28    |

| Poz. | Klub                            | Mecze | Zw | Rem | Por | Pkt | BrZd | BrStr |
| ---- | ------------------------------- | ----- | -- | --- | --- | --- | ---- | ----- |
| 1    | River Plate                     | 16    | 10 | 4   | 2   | 24  | 31   | 14    |
| 2    | CA Banfield                     | 16    | 9  | 4   | 3   | 22  | 33   | 18    |
| 3    | Estudiantes La Plata            | 16    | 8  | 5   | 3   | 21  | 23   | 14    |
| 4    | Racing Club de Avellaneda       | 16    | 7  | 3   | 6   | 17  | 26   | 25    |
| 5    | Atlanta Buenos Aires            | 16    | 5  | 5   | 6   | 15  | 23   | 23    |
| 6    | Atlético Ledesma Pueblo Ledesma | 16    | 6  | 3   | 7   | 15  | 17   | 18    |
| 7    | San Martín Tucumán              | 16    | 2  | 3   | 11  | 7   | 12   | 27    |
| 8    | San Telmo Buenos Aires          | 16    | 1  | 2   | 13  | 4   | 15   | 46    |

| Poz. | Klub                   | Mecze | Zw | Rem | Por | Pkt | BrZd | BrStr |
| ---- | ---------------------- | ----- | -- | --- | --- | --- | ---- | ----- |
| 1    | CA Huracán             | 18    | 12 | 4   | 2   | 28  | 36   | 15    |
| 2    | Unión Santa Fe         | 18    | 10 | 5   | 3   | 25  | 32   | 15    |
| 3    | Rosario Central        | 18    | 7  | 8   | 3   | 22  | 24   | 19    |
| 4    | San Martín Mendoza     | 18    | 6  | 5   | 7   | 17  | 27   | 28    |
| 5    | Aldosivi Mar del Plata | 18    | 6  | 4   | 8   | 16  | 25   | 33    |
| 6    | CA Vélez Sarsfield     | 18    | 4  | 7   | 7   | 15  | 21   | 24    |
| 7    | CA Platense            | 18    | 5  | 4   | 9   | 14  | 19   | 32    |
| 8    | Patria Formosa         | 18    | 4  | 4   | 10  | 12  | 24   | 37    |
| 9    | CA All Boys            | 18    | 4  | 4   | 10  | 12  | 16   | 26    |

| Poz. | Klub                       | Mecze | Zw | Rem | Por | Pkt | BrZd | BrStr |
| ---- | -------------------------- | ----- | -- | --- | --- | --- | ---- | ----- |
| 1    | Talleres Córdoba           | 18    | 11 | 4   | 3   | 26  | 38   | 17    |
| 2    | Newell’s Old Boys          | 18    | 11 | 4   | 3   | 26  | 38   | 19    |
| 3    | Ferro Carril Oeste         | 18    | 10 | 5   | 3   | 25  | 38   | 21    |
| 4    | Argentinos Juniors         | 18    | 7  | 3   | 8   | 17  | 26   | 27    |
| 5    | Huracán Comodoro Rivadavia | 18    | 7  | 3   | 8   | 17  | 20   | 24    |
| 6    | Central Norte Salta        | 18    | 5  | 6   | 7   | 16  | 17   | 25    |
| 7    | CA Colón                   | 18    | 4  | 7   | 7   | 15  | 13   | 20    |
| 8    | San Lorenzo de Almagro     | 18    | 4  | 6   | 8   | 14  | 23   | 26    |
| 9    | San Lorenzo Mar del Plata  | 18    | 2  | 3   | 13  | 7   | 24   | 53    |

### 1/4 finału
| Data            | Mecz |
| --------------- | --- |
| 16 grudnia 1976 | Boca Juniors – CA Banfield 2:1 Felman, Taverna – Sacconi mecz rozegrany został na stadionie klubu Racing                            |
| 16 grudnia 1976 | CA Huracán – Newell’s Old Boys 2:0 Saldaño, Houseman mecz rozegrany został na stadionie klubu Boca Juniors                          |
| 16 grudnia 1976 | River Plate – CA Argentino de Quilmes 2:1 Mas(2) – Kaliszuk mecz rozegrany został na stadionie klubu Huracán                        |
| 16 grudnia 1976 | Talleres Córdoba – Unión Santa Fe 4:0 Regenhardt s, Silguero s, Bocanelli, Bravo mecz rozegrany został na stadionie klubu Instituto |

### 1/2 finału
| Data            | Mecz                                                                                                |
| --------------- | --------------------------------------------------------------------------------------------------- |
| 19 grudnia 1976 | Boca Juniors – CA Huracán 1:0 Mastrángelo mecz rozegrany został na stadionie klubu Independiente    |
| 19 grudnia 1976 | River Plate – Talleres Córdoba 1:0 Passarella mecz rozegrany został na stadionie klubu Boca Juniors |

### Finał
| Data            | Mecz |
| --------------- | --- |
| 22 grudnia 1976 | Boca Juniors – River Plate 1:0 Suñé mecz rozegrany został na stadionie klubu Racing Widzowie: 69 090 Sędzia: Arturo Andrés Ithurralde. Club Atlético Boca Juniors: Hugo Orlando Gatti – Francisco Pedro Manuel Sa, Alberto César Tarantini, Vicente Alberto Pernía, Rubén José Suñé, Roberto Mouzo, Ernesto Enrique Mastrángelo, Carlos José Veglio, Juan Alberto Taverna, Jorge Daniel Ribolzi, Darío Luis Felman (Mario Nicasio Zanabria). Trener: Juan Carlos Lorenzo. Club Atlético River Plate: Ubaldo Matildo Fillol – Roberto Alfredo Perfumo, Héctor Osvaldo López, Pablo Agustín Comelles, Reinaldo Carlos Merlo, Daniel Alberto Passarella, Pedro Alexis González, Juan José López, Leopoldo Jacinto Luque, Alberto Beltrán (Victorio Nicolás Cocco), Oscar Más. |

Mistrzem Argentyny turnieju Nacional w roku 1976 został klub Boca Juniors. Ponieważ ten sam klub zdobył zarówno mistrzostwo Metropolitano, jak i mistrzostwo Nacional, konieczne było wyłonienie drugiego klubu, który będzie reprezentował Argentynę w Copa Libertadores 1977. W tym celu doszło do pojedynku wicemistrza Metropolitano CA Huracán z wicemistrzem Nacional River Plate.
| Data            | Mecz                                                  |
| --------------- | ----------------------------------------------------- |
| 29 grudnia 1976 | River Plate – CA Huracán 4:1 Luque(3), Mas – Houseman |

Do turnieju Copa Libertadores 1977 zakwalifikował się wicemistrz Argentyny Nacional River Plate.

### Klasyfikacja strzelców bramek Nacional 1976
| Gole | Piłkarz          | Klub                      |
| ---- | ---------------- | ------------------------- |
| 12   | Norberto Eresuma | San Lorenzo Mar del Plata |
| 12   | Luis Ludueña     | Talleres Córdoba          |
| 12   | Víctor Marchetti | Unión Santa Fe            |
| 11   | Pedro Roldán     | CA Vélez Sarsfield        |
| 11   | Oscar Trossero   | Unión Santa Fe            |